# Movimento 5 Stelle
Il Movimento 5 Stelle (M5S), noto semplicemente come 5 Stelle, è un partito politico italiano

 fondato a Milano il 4 ottobre 2009. Dal 2021 ha come presidente e leader Giuseppe Conte.
È stato fondato dal comico e attivista politico Beppe Grillo e dall'imprenditore del web Casaleggio sulla scia dell'esperienza del movimento Amici di Beppe Grillo, attivo dal 2005, e delle liste civiche a Cinque Stelle, presentate per la prima volta alle elezioni amministrative del 2009. 
In base all'atto costitutivo dell'associazione "Movimento 5 Stelle", registrato il 18 dicembre 2012 (in vista delle elezioni politiche del 2013), a Beppe Grillo competevano la presidenza e la rappresentanza legale. Tramite il blog e gli spettacoli di Grillo e attraverso il sito web del Movimento, venivano veicolate e promosse le riflessioni sulle iniziative politiche con l'ambizione di stimolare metodi di democrazia diretta, contrapposta alla democrazia rappresentativa, con una forte componente antipartitocratica. In occasione delle elezioni politiche del 2018, la rappresentanza legale venne trasferita al "capo politico", mentre Grillo rimaneva "garante" del Movimento; la testata ufficiale divenne "Il Blog delle Stelle", mentre il blog di Grillo si "slegò" maggiormente dal Movimento.
Le cinque stelle richiamate nel nome rappresentano tematiche relative a beni comuni, ecologia integrale, giustizia sociale, innovazione tecnologica ed economia eco-sociale di mercato; in precedenza rappresentavano acqua, ambiente, trasporti, connettività e sviluppo e prima ancora acqua pubblica, ambiente, mobilità sostenibile, sviluppo e connettività.
Il Movimento 5 Stelle vede e promuove se stesso come organizzazione né di destra né di sinistra e post-ideologico e non si definisce un partito, preferendo locuzioni come "libera associazione di cittadini", o "forza politica". I militanti sono usualmente definiti Cinque Stelle, pentastellati o grillini, sebbene essi ritengano quest'ultima definizione riduttiva o volutamente distorsiva, preferendo invece quella di "attivisti 5 Stelle". Ideologicamente e organizzativamente, il Movimento è stato paragonato ai Partiti Pirata nord-europei, al Movimento Occupy e agli Indignados spagnoli.
Nel Parlamento europeo ha aderito, fino al 2019, al gruppo politico euroscettico dell'Europa della Libertà e della Democrazia Diretta, che ha contribuito a fondare insieme ad altre forze politiche nel 2014. Dal 2019 al 2024 gli eurodeputati eletti con il Movimento 5 Stelle siedono tra i Non iscritti. Nel 2024, in seguito alle elezioni europee, i 5 Stelle aderiscono al gruppo della Sinistra al Parlamento europeo.

## Storia

### Meetup

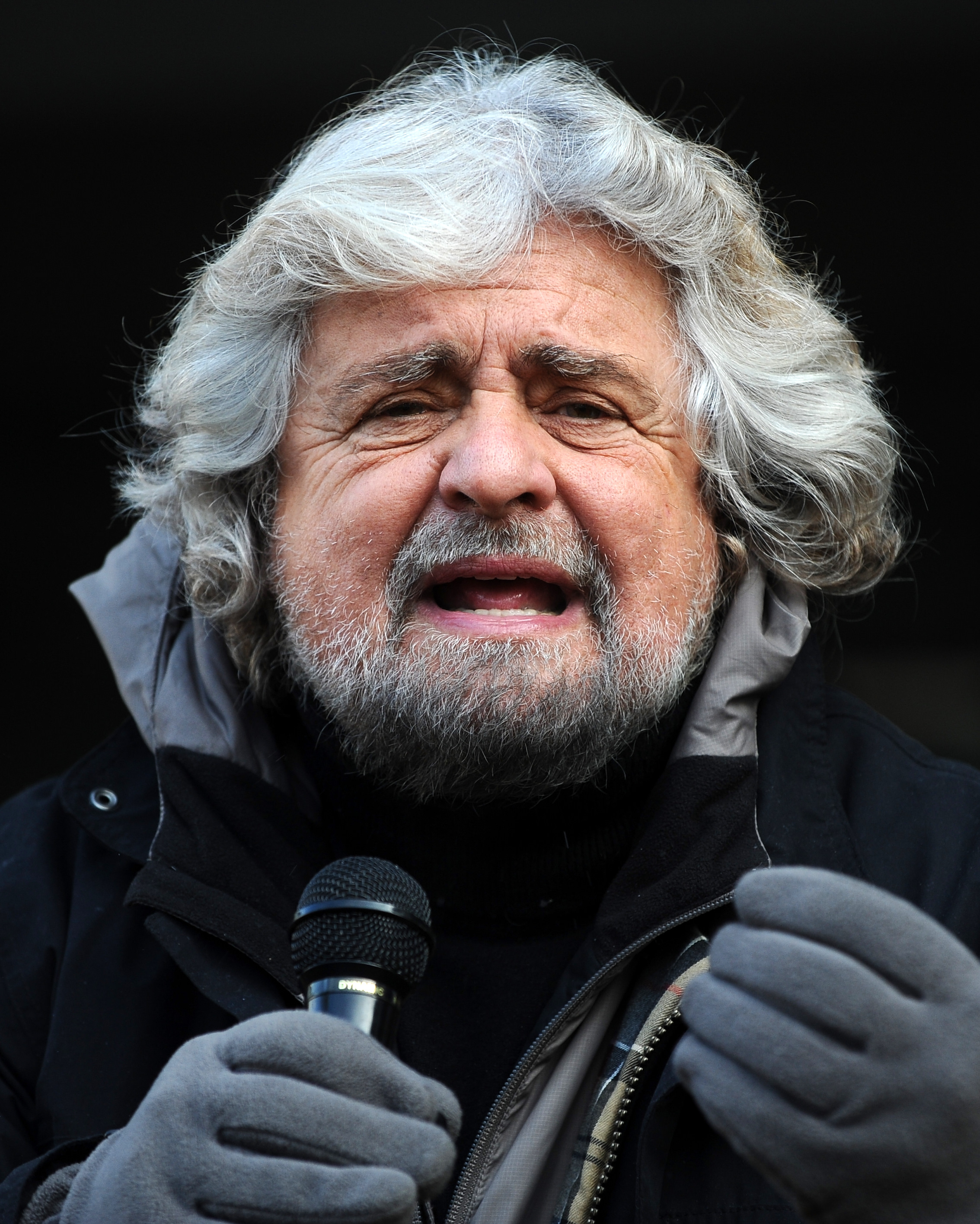
Beppe Grillo, ispiratore del movimento, nel 2012

Il 16 luglio 2005 Beppe Grillo propone sul suo blog l'adozione del social network Meetup per comunicare e coordinarsi a livello locale. Il coordinamento di attivisti mediante Meetup era già stato adottato nel 2003 da Howard Dean durante la campagna per le primarie del Partito Democratico degli Stati Uniti d'America.
Nascono così i primi 40 meetup "Amici di Beppe Grillo", inizialmente con l'obiettivo, secondo lo stesso Grillo, di «divertirsi, stare insieme e condividere idee e proposte per un mondo migliore, a partire dalla propria città. E discutere e sviluppare, se si crede, i miei post». All'interno dei meetup si creano dei gruppi di lavoro tematici su argomenti comprendenti "Tecnologia e innovazione", "Ufficio stampa-comunicazione", "Consumo critico", "Studio Moneta", "No Inceneritori", ecc. È da queste esperienze che venne chiesto a Grillo di candidarsi alle elezioni primarie per la scelta del candidato premier della coalizione del centro sinistra, L'Unione, previste per l'ottobre successivo.
In tre occasioni - il 17 dicembre a Torino, il 26 marzo a Piacenza e dal 16 al 18 giugno a Sorrento - i rappresentanti dei meetup "Amici di Beppe Grillo" tengono degli incontri nazionali alla presenza del comico. In queste circostanze, vengono discusse proposte per lo più inerenti a questioni ambientali (es. l'impiego del trattamento meccanico-biologico dei rifiuti in luogo del ricorso agli inceneritori).
Il 15 novembre 2006 nasce il meetup 280 che raccoglie cittadini, organizer degli altri forum con lo scopo di promuovere progetti concreti. Sarà il meetup 280 che proporrà il progetto liste civiche in democrazia diretta e darà la spinta creativa per costruire il soggetto politico successivo attraverso una serie di raduni nazionali autogestiti: Lucca, Parma, Reggio Emilia e Salerno; e l'uso di diversi strumenti informatici come grillipedia, partecipa.info e rete di liste civiche. Da tale iniziativa nascerà la prima lista civica italiana sostenuta da Beppe Grillo, "Pescara in Comune" sostenuta dal meetup "Amici di Beppe Grillo Pescara" con Stefano Murgo, già organizer del gruppo 280, candidato sindaco. La capacità di autogestione non sarà apprezzata da altri gruppi e soprattutto da Grillo e Casaleggio, che in antitesi apriranno il meetup 533 gestito da uno stagista della Casaleggio associati, Marco Canestrari. Il 4 ottobre 2009 il gruppo 280 portò un documento per chiedere la nascita di un movimento politico democratico, ma tale istanza prima accettata da Beppe Grillo fu poi ignorata, «sono fermamente decisa a non sorvolare su questa faccenda della mancata lettura del nostro documento», scrive Roberta Lombardi.
Nel corso del quarto raduno nazionale, tenutosi a Genova il 3 febbraio 2007, Beppe Grillo annuncia la volontà di lasciare agli attivisti dei meetup locali uno spazio autogestito all'interno degli spettacoli del suo tour.
Il 14 luglio 2007 i rappresentanti di alcune liste civiche partecipanti alle elezioni amministrative della primavera precedente s'incontrano a Parma per la costituzione di un coordinamento nazionale fra «associazioni, movimenti, organizzazioni, liste civiche che praticano, promuovono, sperimentano la democrazia diretta e partecipativa», e condividono un documento di intenti che tra gli obiettivi prioritari include l'istituzione dei referendum di tipo propositivo e abrogativo, l'elezione diretta del difensore civico, l'istituzione del bilancio partecipativo, il mandato vincolato per gli amministratori pubblici e le primarie aperte.

### Svolta del V-Day

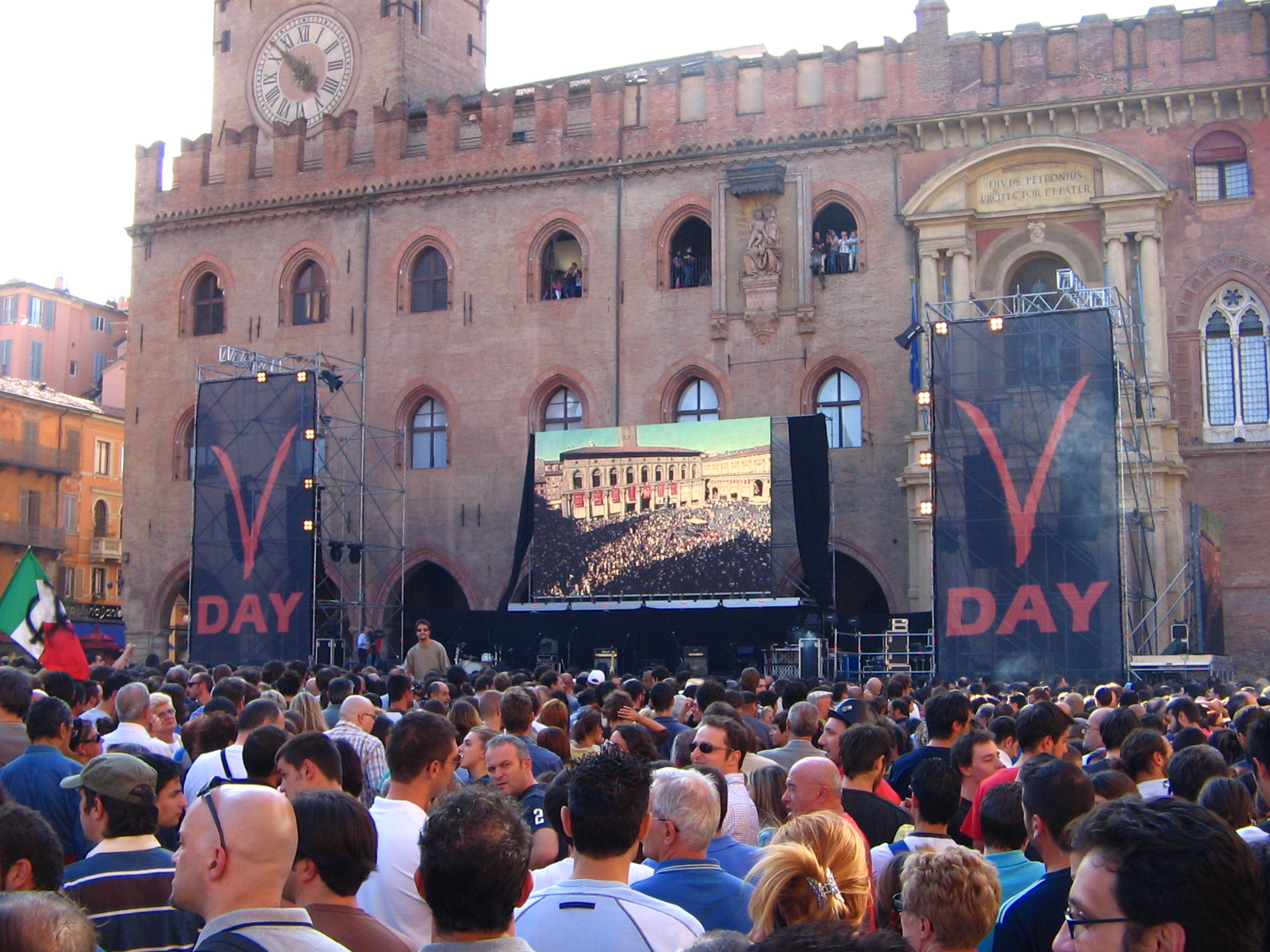
Il V-Day di Bologna del 2007

Il 14 giugno 2007 Beppe Grillo lancia l'idea del Vaffanculo Day (o V-Day), una giornata di mobilitazione pubblica per la raccolta delle firme necessarie a presentare una legge di iniziativa popolare che mirasse a introdurre le preferenze nella vigente legge elettorale e impedisse la possibilità di candidare in Parlamento i condannati penali o chi avesse già espletato due legislature.
Il V-Day, che proseguiva l'iniziativa Parlamento pulito promossa da Beppe Grillo sin dal 2006, si tenne in numerose piazze italiane il successivo 8 settembre, data scelta per evocare lo stato di sbandamento in cui versava lo Stato, come in occasione dell'8 settembre 1943. Furono raccolte 336 000 firme, di molto eccedenti le 50 000 necessarie per il deposito della legge di iniziativa popolare. Per l'occasione Michele Serra coniò il termine «grillismo».
Sull'onda del successo ottenuto, eccedente le aspettative degli stessi organizzatori, per il 25 aprile 2008 fu organizzato il V2-Day, una seconda giornata di mobilitazione finalizzata alla raccolta di firme per tre referendum in materia di editoria per l'abolizione del finanziamento pubblico ai giornali, dell'ordine dei giornalisti, e della legge Gasparri. Le firme raccolte (1,3 milioni secondo gli organizzatori) furono in gran parte annullate dalla Corte di cassazione per errori nella procedura e nella tempistica di raccolta, cosicché nessuno dei quesiti referendari raggiunse le 500 000 firme richieste.
Il 29 e 30 settembre 2007 a Lucca diversi membri dei meetup "Amici di Beppe Grillo" e di liste civiche locali, sulla spinta iniziale della discussione aperta in rete e sulla scia del precedente incontro di Perugia, definiscono le linee politiche per la costituzione di liste civiche. Il 10 ottobre Grillo dà indicazioni su come creare le liste civiche.
Il 1º dicembre 2013 si svolge a Genova il V3-Day a cui hanno preso parte un numero non definito di simpatizzanti del movimento.

### Partecipazioni alle elezioni amministrative del 2008

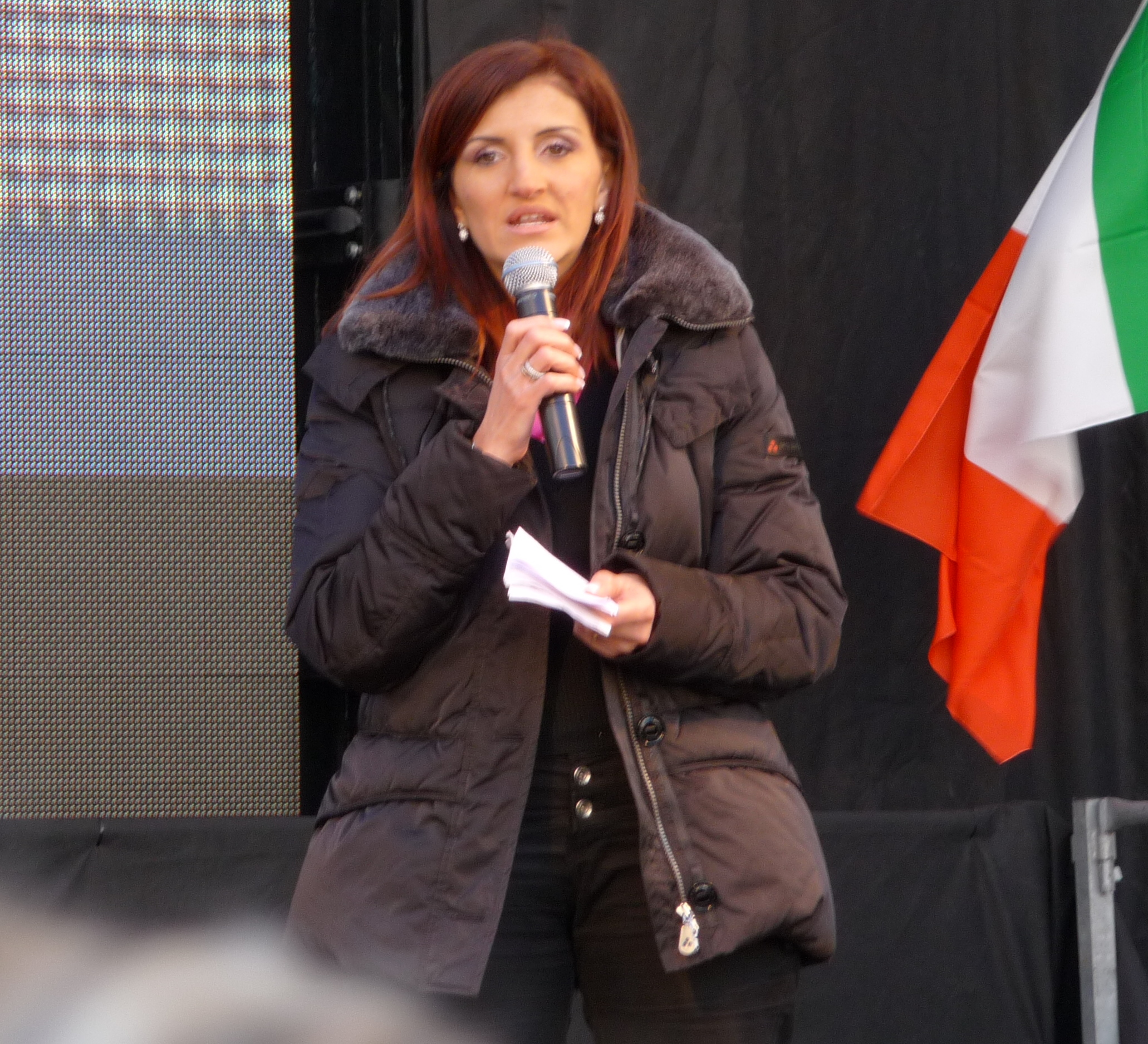
Sonia Alfano in una manifestazione a Roma nel 2009

Il 24 gennaio 2008, mentre in Parlamento cade il governo Prodi II, Grillo annuncia che «da oggi il blog fa politica attiva con un sito dedicato alle liste civiche, al cittadino che prende in mano il proprio destino, il proprio Comune, la propria Regione [...] Per un Nuovo Rinascimento». Seguono quindi le regole base perché gli attivisti partecipino alle imminenti elezioni amministrative con liste «certificate» dallo stesso Grillo.
Dal 10 febbraio Grillo comincia a coordinare il movimento con dei comunicati politici e in quello del 15 febbraio scarta l'ipotesi di presentare una lista grillina già alle elezioni politiche del 2008.
Alle elezioni regionali siciliane del 13 e 14 aprile, la lista "Amici di Beppe Grillo" ottiene l'1,72% dei voti e la candidata alla presidenza Sonia Alfano ne consegue il 2,44%; al Comune di Roma la lista civica Amici di Beppe Grillo ottiene il 2,64% dei voti pur senza eleggere alcun consigliere; al Comune di Treviso, la lista civica Grillitreviso ottiene il 3,64% ed elegge un consigliere.

### Liste Civiche a Cinque Stelle
«I Comuni decidono della vita quotidiana di ognuno di noi. Possono avvelenarci con un inceneritore o avviare la raccolta differenziata. Fare parchi per i bambini o porti per gli speculatori. Costruire parcheggi o asili. Privatizzare l'acqua o mantenerla sotto il loro controllo. Dai Comuni a Cinque Stelle si deve ripartire a fare politica con le liste civiche per Acqua, Ambiente, Trasporti, Sviluppo e Energia.
1. Acqua pubblica;
2. Impianti di depurazione obbligatori per ogni abitazione non collegabile a un impianto fognario, contributi/finanziamenti comunali per impianti di depurazione privati;
3. Espansione del verde urbano;
4. Concessioni di licenze edilizie solo per demolizioni e ricostruzioni di edifici civili o per cambi di destinazioni d'uso di aree industriali dismesse;
5. Piano di trasporti pubblici non inquinanti e rete di piste ciclabili cittadine;
6. Piano di mobilità per i disabili;
7. Connettività gratuita per i residenti nel Comune;
8. Creazione di punti pubblici di telelavoro;
9. Rifiuti Zero;
10. Sviluppo delle fonti rinnovabili come il fotovoltaico e l'eolico con contributi/finanziamenti comunali;
11. Efficienza energetica;
12. Favorire le produzioni locali.»

Il 13 settembre 2008 al Cep di Genova Pra'- Circolo Pianacci, si tiene la "Notte grigio topo", una sorta di "risposta" alla "Notte bianca" del Comune di Genova, che aveva snobbato le periferie.
In quell'occasione Beppe Grillo, accompagnato da Marco Travaglio, annuncia a sorpresa la nascita delle "Liste 5 Stelle", che avranno per simbolo una V coronata da cinque stelle..
Il 3 dicembre Grillo rende noto il simbolo delle "Liste Civiche a Cinque Stelle" per le amministrative del 2009. Nel logo la "V" di "civiche" è un riferimento ai V-Day. A Bologna, il 17 febbraio, un raduno di liste civiche discute del futuro del movimento e delle successive elezioni; in particolare, Sonia Alfano si consulta con la base del movimento a proposito della sua possibile candidatura al Parlamento Europeo come indipendente nelle liste dell'Italia dei Valori.
L'8 marzo si tiene a Firenze il Primo Incontro Nazionale delle Liste Civiche a Cinque Stelle. Qui Beppe Grillo presenta la Carta di Firenze, ossatura comune in 12 punti del programma locale delle varie liste civiche; nel pomeriggio, una ventina di gruppi locali presentano le proprie idee e le proprie esperienze. In aprile Grillo renderà nota una lettera del premio Nobel per l'economia Joseph Stiglitz nella quale questi dichiara di guardare con attenzione all'esperienza delle liste civiche locali promosse tramite il blog.
Il 26 marzo Grillo annuncia che nelle imminenti elezioni europee appoggerà Luigi de Magistris e Sonia Alfano, personalità vicine al movimento candidate come indipendenti nelle liste dell'Italia dei Valori, insieme con il giornalista Carlo Vulpio, pure vicino al movimento. L'11 giugno sia De Magistris sia Alfano, candidati in tutte le 5 circoscrizioni, sono eletti al Parlamento europeo, ottenendo il primo 419 000 preferenze e la seconda 143 000. Nella stessa tornata elettorale, secondo quanto dichiarato da Beppe Grillo, vengono eletti 23 consiglieri comunali delle Liste Civiche a Cinque Stelle, soprattutto nei comuni dell'Emilia-Romagna e dell'Italia centrale.

#### Candidatura di Grillo alla segreteria del PD
Il 12 luglio 2009, sulla base del programma del movimento grillino, Beppe Grillo annuncia di volersi candidare alle elezioni primarie per la carica di segretario nazionale del Partito Democratico. Alcuni giorni prima aveva fatto domanda d'iscrizione allo stesso PD. Due giorni dopo la candidatura e la stessa richiesta d'iscrizione vengono rigettate dalla commissione di garanzia del partito con la motivazione: «Beppe Grillo ha promosso in numerosi comuni del territorio nazionale la costituzione di liste che si sono presentate, in occasione delle ultime elezioni amministrative, con il suo nome in posizione contrapposta a quella dei candidati e delle liste riconducibili al Partito Democratico. Egli ha anche più volte palesato la propria contrapposizione alle idee e ai valori del Partito Democratico».

### Fondazione del Movimento 5 Stelle ed elezioni locali del 2010 e 2011

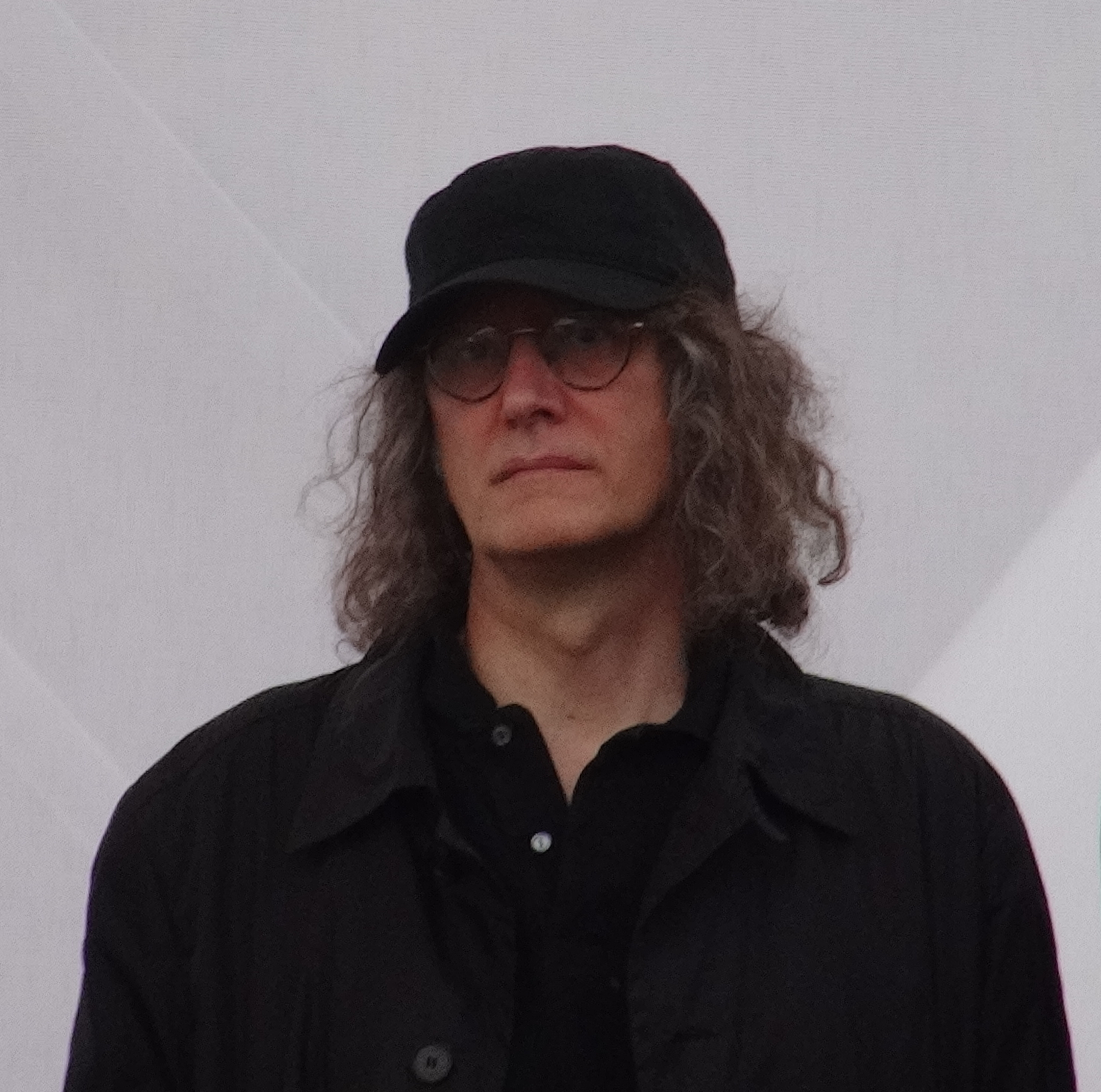
Gianroberto Casaleggio nel 2014

Secondo l'ex socio della Casaleggio Associati, Sassoon, l'idea di creare un partito politico è stata di Casaleggio. «La parte ideologicamente più preparata mi sembra sia quella di Casaleggio, Grillo è un megafono che ripropone delle elaborazioni che non necessariamente gli appartengono».
Il 9 settembre 2009 viene annunciato il varo del «Movimento Nazionale a Cinque Stelle» ispirato alle ideologie della Carta di Firenze. Insieme con Gianroberto Casaleggio al Teatro Smeraldo di Milano, il 4 ottobre Beppe Grillo dichiara la nascita del Movimento Cinque Stelle e lancia un programma.
Nel 2010 il Movimento 5 Stelle partecipa alle elezioni in cinque regioni e dieci comuni, eleggendo due consiglieri regionali in Emilia-Romagna, dove raccoglie il 7% dei voti per il presidente e il 6% di quelli di lista, e altrettanti in Piemonte, dove con il 4% risulta decisivo per l'esito elettorale. Vengono eletti inoltre otto consiglieri comunali.
L'anno successivo il M5S si presenta in 75 dei 1 177 comuni al voto, tra i quali 18 dei 23 capoluoghi di provincia. Al primo turno il Movimento fa entrare i propri rappresentanti in 28 comuni (per un totale di 34 consiglieri eletti) e risultando spesso decisivo in alcuni importanti ballottaggi. I risultati migliori sono nelle città medie e grandi del centro-nord, soprattutto in Emilia-Romagna (dove la lista ottiene tra il 9 e il 12% a Bologna, Rimini e Ravenna) e in Piemonte, mentre nel Mezzogiorno raramente supera il 2% dei consensi.
A ottobre 2011 il M5S partecipa alle elezioni regionali in Molise ottenendo il 2,3% di voti per la lista e il 5,6% per il candidato presidente, non eleggendo alcun consigliere.

### Elezioni amministrative del 2012

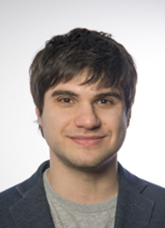
Alvise Maniero, eletto a Sindaco di Mira, fu il Sindaco più giovane d'Italia

Alle elezioni amministrative di maggio 2012 il Movimento si presenta in 101 dei 1 012 comuni al voto, tra i quali 21 dei 28 capoluoghi di provincia. I risultati decretano un successo superiore alle attese della maggior parte degli analisti. Vengono eletti quattro sindaci: uno (l'ingegnere informatico Roberto Castiglion) nel piccolo comune di Sarego (VI) dove raccoglie il 35% dei voti, e poi altri tre al ballottaggio a Comacchio, Mira e a Parma, dove si afferma Federico Pizzarotti. Le liste del Movimento 5 Stelle ottengono inoltre risultati di rilievo in numerosi comuni del nord e del centro, dove si assestano su percentuali comprese tra l'8 e il 17%.

### Le elezioni regionali in Sicilia del 2012
Alle elezioni regionali in Sicilia del 28 ottobre 2012 il Movimento candida alla presidenza il trentasettenne Giancarlo Cancelleri, scelto con una votazione tra gli attivisti siciliani del movimento. La campagna elettorale è avviata dallo stesso Beppe Grillo, giunto a Messina il 10 ottobre dopo aver attraversato a nuoto lo Stretto. Con il 14,90% delle preferenze la lista del movimento è la più votata, mentre il candidato alla presidenza arriva terzo con il 18,20% dei voti. Il movimento ottiene così 15 dei 90 seggi dell'Assemblea regionale siciliana.

### Le prime elezioni politiche e l'ingresso in Parlamento

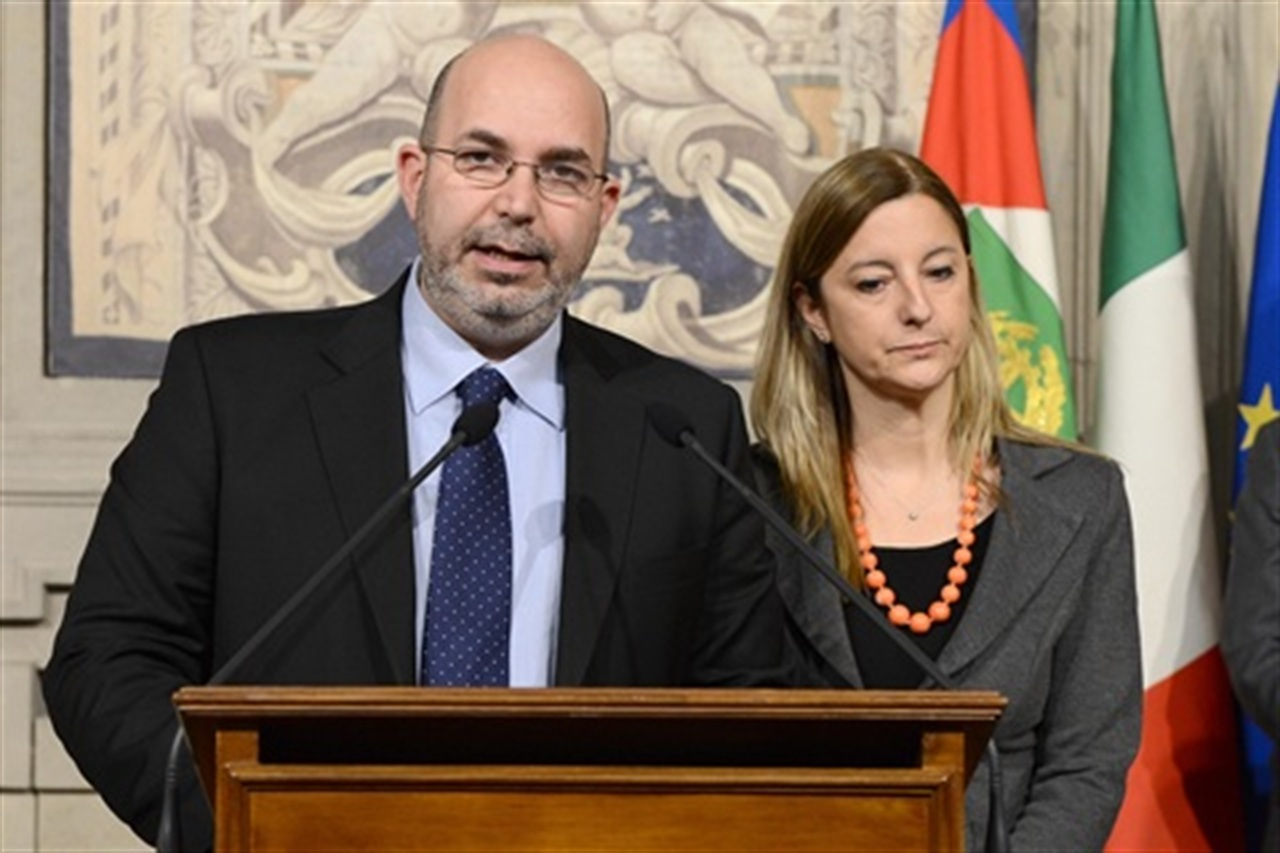
Vito Crimi e Roberta Lombardi, presidenti dei gruppi parlamentari al Senato e alla Camera, dopo le consultazioni con il Presidente della Repubblica del 29 marzo 2013

Con un comunicato su YouTube, il 29 ottobre 2012 Beppe Grillo detta le norme per la formazione delle liste del movimento per le elezioni politiche del 2013, limitando la possibilità di concorrere ai soli aderenti al movimento già candidatisi in elezioni precedenti e risultati non eletti. Alle primarie, annunciate il 30 novembre e tenute online dal 3 al 6 dicembre, hanno votato 20 252 iscritti al movimento. I commentatori non hanno mancato di mettere in evidenza il limitato numero di partecipanti, le incertezze organizzative e l'assenza di una certificazione della regolarità delle operazioni di voto.
Nelle settimane precedenti alle elezioni, mentre nessun esponente del partito partecipa ai dibattiti televisivi, Grillo conduce una seguita campagna elettorale itinerante nelle piazze, detta Tsunami tour, conclusasi il 22 febbraio a Roma con un affollato comizio a piazza San Giovanni. La linea preannunciata e poi effettivamente seguita dal M5S in Parlamento sarebbe stata quella di decidere caso per caso come votare in merito a un provvedimento, e senza precludere collaborazione su singoli temi, mentre viene in linea di massima rifiutata ogni possibilità di alleanza tout court con altre forze politiche.
Il 24 e 25 febbraio 2013 il M5S si presenta in tutte le circoscrizioni: come capo della coalizione è indicato Beppe Grillo, sebbene non candidato. L'esito particolarmente positivo delle elezioni si rivela superiore alle previsioni di tutti i sondaggi: alla Camera raggiunge il 25,55% dei voti in Italia e il 9,67% all'estero, per un totale di 8,7 milioni di voti, ed elegge 109 deputati, affermandosi come la seconda lista in ordine di voti. Al Senato elegge invece 54 senatori, con il 23,79% in Italia e 10,00% all'Estero, per un totale di 7,4 milioni di voti.

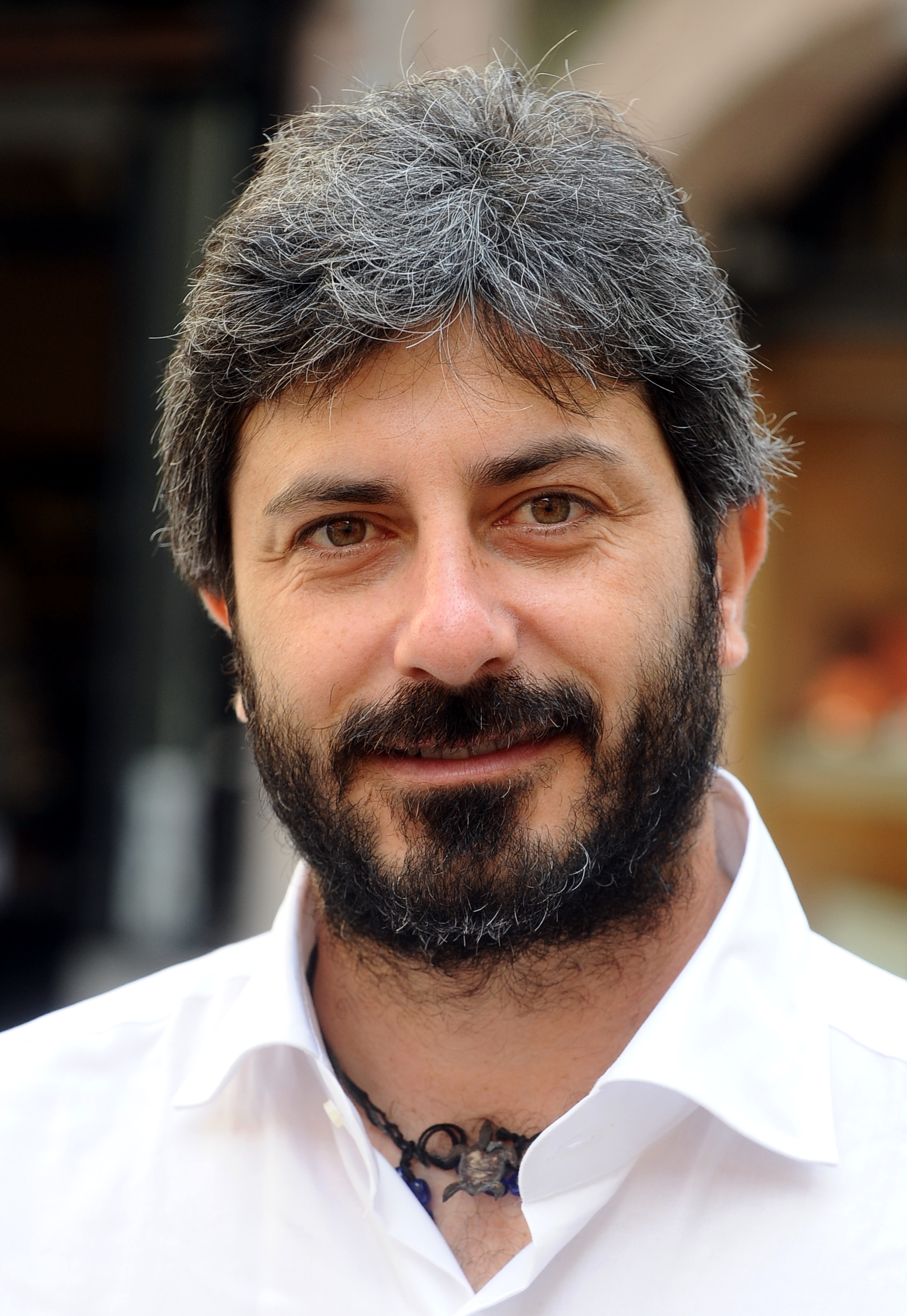
Roberto Fico a Trento nel 2013 quando divenne presidente della Commissione di Vigilanza Rai

Il 21 marzo 2013 Luigi Di Maio diventa, a ventisei anni, il più giovane deputato a essere designato Vicepresidente della Camera, eletto con 173 voti. Il 6 giugno Roberto Fico è eletto presidente della Commissione di Vigilanza Rai, rinunciando totalmente alla indennità aggiuntiva a cui avrebbe avuto diritto in qualità di Presidente.
La raccolta fondi per la campagna elettorale delle politiche del 2013 ammontò a circa 775 000 euro da parte di 28 000 sottoscrittori attraverso pagamenti online sul blog di Beppe Grillo: di questi ne furono spesi circa 350 000, mentre la restante parte fu destinata ai terremotati di Mirandola per la costruzione della palestra in una scuola.
Dopo le elezioni politiche del 2013, la ripartizione dei seggi parlamentari impediva la formazione di un governo che non fosse basato su alleanze o accordi tra partiti diversi. All'indomani delle elezioni una parte dell'opinione pubblica e degli intellettuali auspicano dunque una collaborazione tra il movimento e le forze di centrosinistra per la formazione del governo. Tuttavia Grillo sostiene la linea del "modello Sicilia", ossia una collaborazione basata sull'appoggio del movimento solo a singoli provvedimenti della giunta Crocetta (a guida PD), ma senza un'alleanza stabile. Nonostante voci di fronde all'interno del gruppo parlamentare pentastellato, concretizzatesi già il 16 marzo in un soccorso cinquestelle (stimato in dieci-dodici senatori), aspramente criticato da Grillo che permette la vittoria di Pietro Grasso nell'elezione del presidente del Senato, il 21 marzo Grillo, assieme ai capigruppo temporanei Crimi e Lombardi, chiude a qualsiasi ipotesi di appoggio a un governo non 5 stelle. Tale linea viene confermata durante le consultazioni (trasmesse via streaming) tra i capigruppo 5 stelle e Bersani (incaricato dal presidente della Repubblica di formare un governo).
Nei mesi successivi, interpretazioni giornalistiche hanno provato a indagare i motivi dietro il fallimento di quegli approcci: basandosi su affermazioni dello stesso Bersani, Peter Gomez ha messo in evidenza la ristrettezza dei margini offerti da Bersani, che escludevano alcun accordo che non fosse il sostegno esterno a un governo di minoranza a guida PD. Tuttavia, altri protagonisti di quelle vicende hanno messo in rilievo come fosse stato proprio il rigetto preventivo di un governo PD-M5S affermato in modo netto da Beppe Grillo in persona, ad aver lasciato sul tappeto, come l'unica strada percorribile, la prospettiva di un appoggio del movimento a un governo di minoranza. In tale frangente, comunque, secondo Peter Gomez, il Movimento 5 Stelle non seppe cogliere l'opportunità di proporre alla controparte la figura di un Presidente del Consiglio esterno ai partiti e di proprio gradimento.
Il M5S, rifiutata la richiesta del segretario del Partito Democratico Pier Luigi Bersani, è rimasto all'opposizione anche del governo di larghe intese, guidato da Enrico Letta e sostenuto da PD, Scelta Civica e Popolo delle Libertà, assumendo posizioni molto critiche verso l'attività dell'esecutivo, confermate anche dopo la scissione del PdL e l'uscita dalla maggioranza di Forza Italia di Silvio Berlusconi.

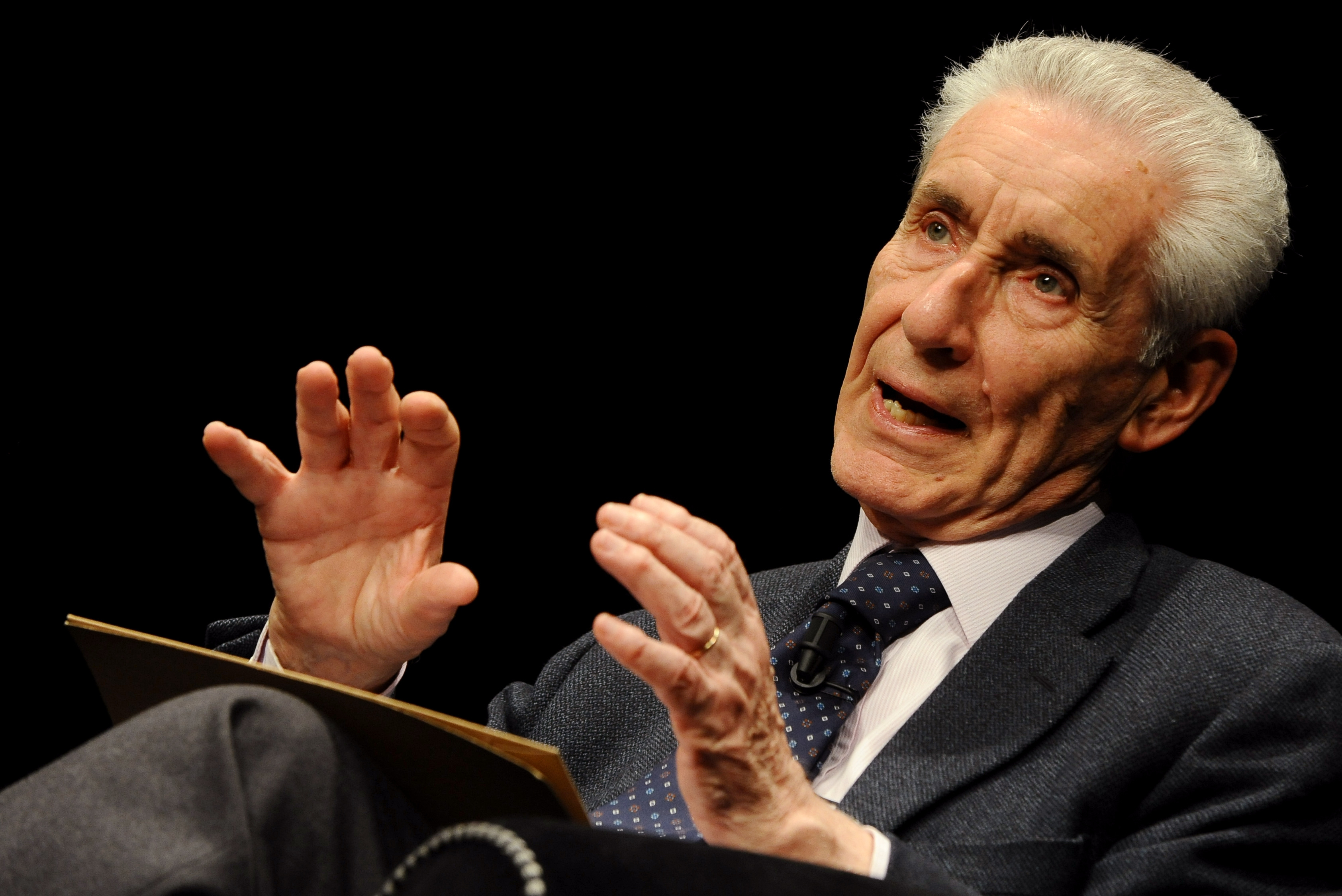
Stefano Rodotà al Festival dell'economia di Trento nel 2013.

Tra febbraio e maggio 2013 il M5S partecipa con propri candidati alle elezioni per il rinnovo dei consigli regionali di Friuli-Venezia Giulia, Lazio, Lombardia, Molise e Valle d'Aosta: tutti i candidati alla presidenza vengono sconfitti, ma in tutte le regioni vengono eletti alcuni consiglieri. Alle elezioni amministrative di maggio il Movimento si presenta in 199 comuni e vince al ballottaggio nei comuni di Assemini, Pomezia e Ragusa.
Alle elezioni regionali in Trentino-Alto Adige del 2013 del 27 ottobre il Movimento elegge un consigliere nella provincia autonoma di Bolzano e due in quella di Trento. Tre sono anche i consiglieri eletti alle elezioni regionali in Basilicata del novembre 2013.
Gli iscritti al Movimento al 31 dicembre 2012 hanno partecipato alla votazione on line in due turni per scegliere un candidato per il M5S in vista dell'elezione del Presidenza della Repubblica. Le operazioni di voto sono state sottoposte al controllo di un ente terzo di certificazione, la DNV Business Assurance. Nel primo turno i votanti hanno potuto esprimere le proprie preferenze senza alcuna rosa di nomi. Nel secondo sono stati chiamati a scegliere tra le nove personalità più indicate al primo turno (la rosa comprendeva originariamente lo stesso Beppe Grillo, che tuttavia ha rifiutato la propria candidatura). Il numero dei voti espressi al secondo turno è stato di 28 518 su 48 282 che avrebbero potuto esprimersi in base alle regole della consultazione. Il 23 aprile 2013, dopo la riconferma del presidente Giorgio Napolitano, è stato pubblicato il numero di preferenze ottenute dai vari candidati: Dopo il rifiuto della candidatura da parte di Milena Gabanelli e Gino Strada, i due candidati più votati, viene individuato come candidato per il Quirinale Stefano Rodotà, che in tutte le votazioni è stato votato dai parlamentari del Movimento, oltre che da numerosi parlamentari di PD e SEL.

#### Elezioni regionali e amministrative 2014

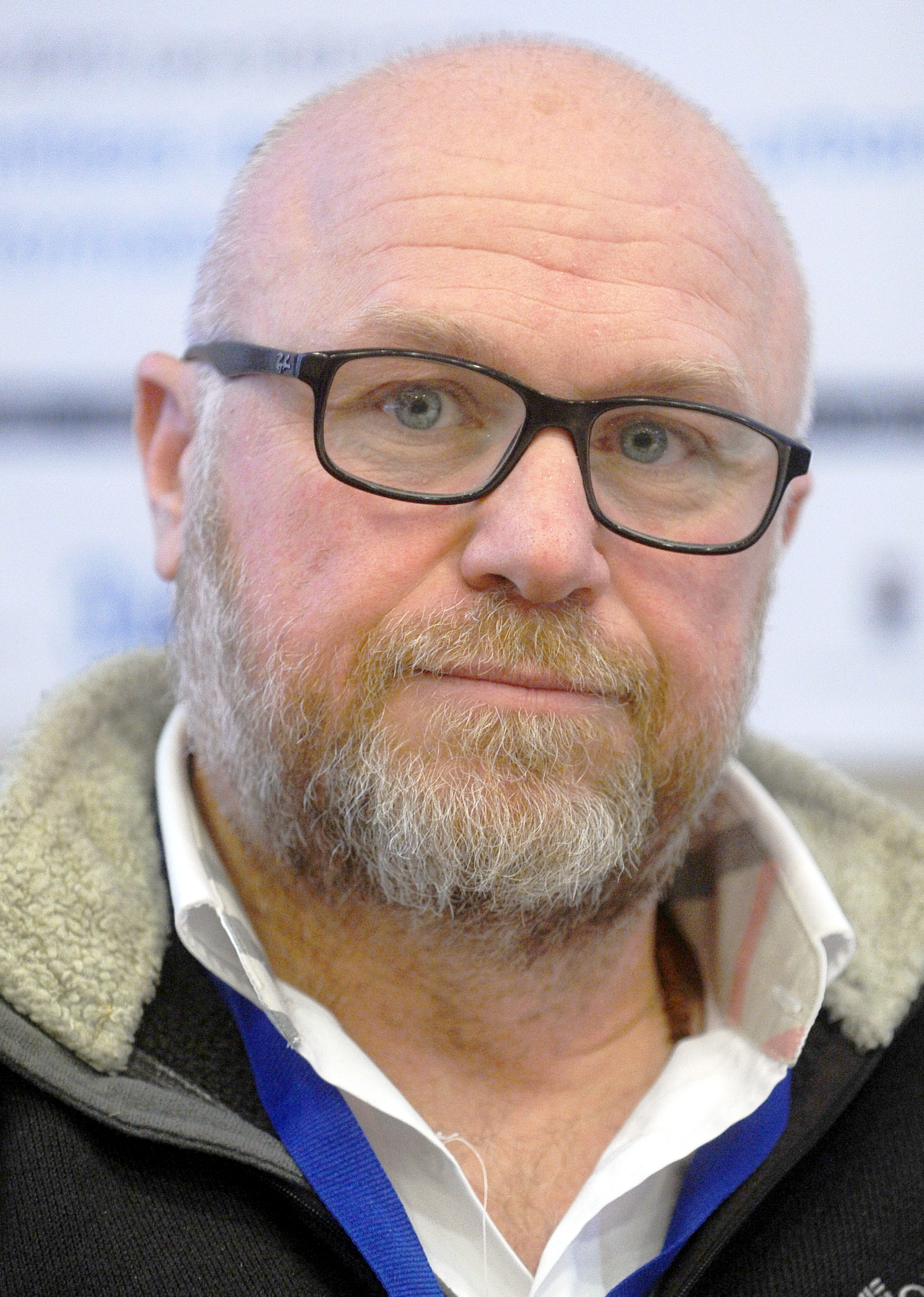
Filippo Nogarin nel 2015

Con la formazione del governo Renzi, nel 2014, il M5S ha scelto di restare all'opposizione.
Nonostante l'affermazione alle elezioni politiche del 2013, a febbraio 2014 il Movimento 5 Stelle non prende parte alle elezioni regionali sarde: la mancata individuazione di un candidato unitario dovuto ai dissidi tra gli attivisti induce infatti Beppe Grillo a non concedere l'utilizzo del simbolo. A maggio si vota per le regionali in Piemonte e in Abruzzo: i candidati pentastellati, Davide Bono e Sara Marcozzi arrivano terzi, ambedue con poco più del 21% dei voti.
Alle contemporanee elezioni amministrative il Movimento 5 Stelle conquista al primo turno il piccolo comune di Montelabbate nelle Marche e arriva ai ballottaggi in 11 comuni, conquistando Livorno con Filippo Nogarin, Civitavecchia con Antonio Cozzolino e Bagheria con Patrizio Cinque.
Assai più deludenti sono stati i risultati di ottobre e novembre: sia nel comune di Reggio Calabria sia alla Regione Calabria il M5S non elegge infatti alcun consigliere, mentre alle elezioni regionali dell'Emilia-Romagna il partito ottiene il 13,30% ed elegge 5 consiglieri.

#### Dalle elezioni europee 2014 in poi

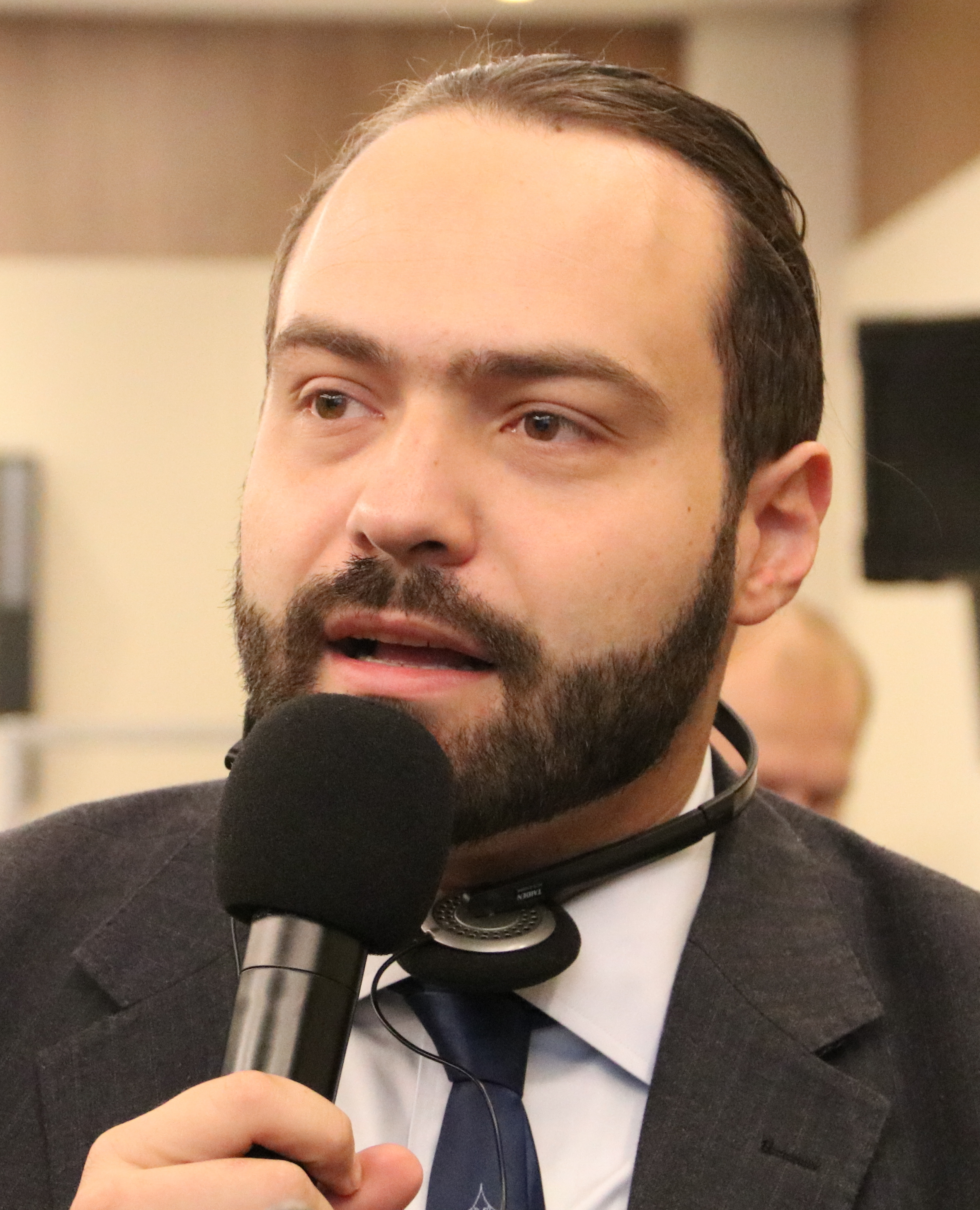
Fabio Massimo Castaldo eletto nel M5S e nominato Vicepresidente del Parlamento europeo il 15 novembre 2017

Alle elezioni europee del 25 maggio 2014 il Movimento 5 Stelle raggiunge il 21,15% (pari a 5 807 362 elettori) ottenendo 17 seggi al parlamento europeo: rispetto alle elezioni politiche, anche a causa del maggiore astensionismo, il M5S perde quasi 2,5 milioni di voti, risultando comunque secondo per numero di voti dopo il Partito Democratico. L'astensione a questa tornata elettorale è stata pari al 42,78 %, con 28 991 258 votanti su 50 662 460 aventi diritto.
Dopo le elezioni, il M5S si trova a dover decidere se entrare o meno in un gruppo parlamentare europeo (rimanere nelle file dei non iscritti avrebbe reso pressoché ininfluenti i loro voti, per via del sistema elettorale dell'europarlamento). Il 28 maggio 2014 lo stesso Grillo incontra a Londra Nigel Farage, leader dell'UKIP, il partito euro-scettico britannico, manifestando un forte interessamento alla costituzione di un gruppo comune. Un altro tentativo viene esperito col gruppo Verdi/ALE che, in ragione delle relazioni intrattenute dal Movimento con l'UKIP, respinge ogni ipotesi di aggregazione, definendo l'offerta una "copertura per una decisione già presa"). Un'ulteriore trattativa viene aperta col gruppo dell'Alleanza dei Democratici e dei Liberali per l'Europa, ma anche i liberal-democratici manifestano la loro indisponibilità, giudicando il Movimento "profondamente anti-europeo" e "incompatibile" con il loro programma.. Il 12 giugno 2014 viene dunque indetto sul blog di Beppe Grillo un referendum per decidere se aderire al gruppo parlamentare dell'EFD o dell'ECR, oppure se entrare a far parte dei non iscritti. La consultazione, caratterizzata da un forte astensionismo tra gli iscritti (avendovi partecipato 29 584 persone su oltre novantamila aventi diritto), vede prevalere la prospettiva di un gruppo con l'EFD, prescelta dal 78% dei partecipanti (23 192 preferenze). All'esito della consultazione, il 24 giugno si concretizza il gruppo unico con l'UKIP: il gruppo muta la sua denominazione in Europa della Libertà e della Democrazia Diretta (EFDD) e David Borrelli (M5S) ne diviene co-presidente insieme a Nigel Farage.
Sulla medesima questione, l'8 gennaio 2017 verrà indetta sul blog del Movimento 5 Stelle una nuova consultazione, con la proposta di una possibile adesione al gruppo politico dell'ALDE. In senso favorevole si esprime il 78,5% dei votanti (31.915 voti su 40.654), ma il giorno successivo Guy Verhofstadt, presidente del gruppo dell'ALDE, declinerà l'iniziativa, sostenendo che non vi sarebbero, a suo giudizio, "sufficienti garanzie per portare avanti un'agenda comune per riformare l'Europa".

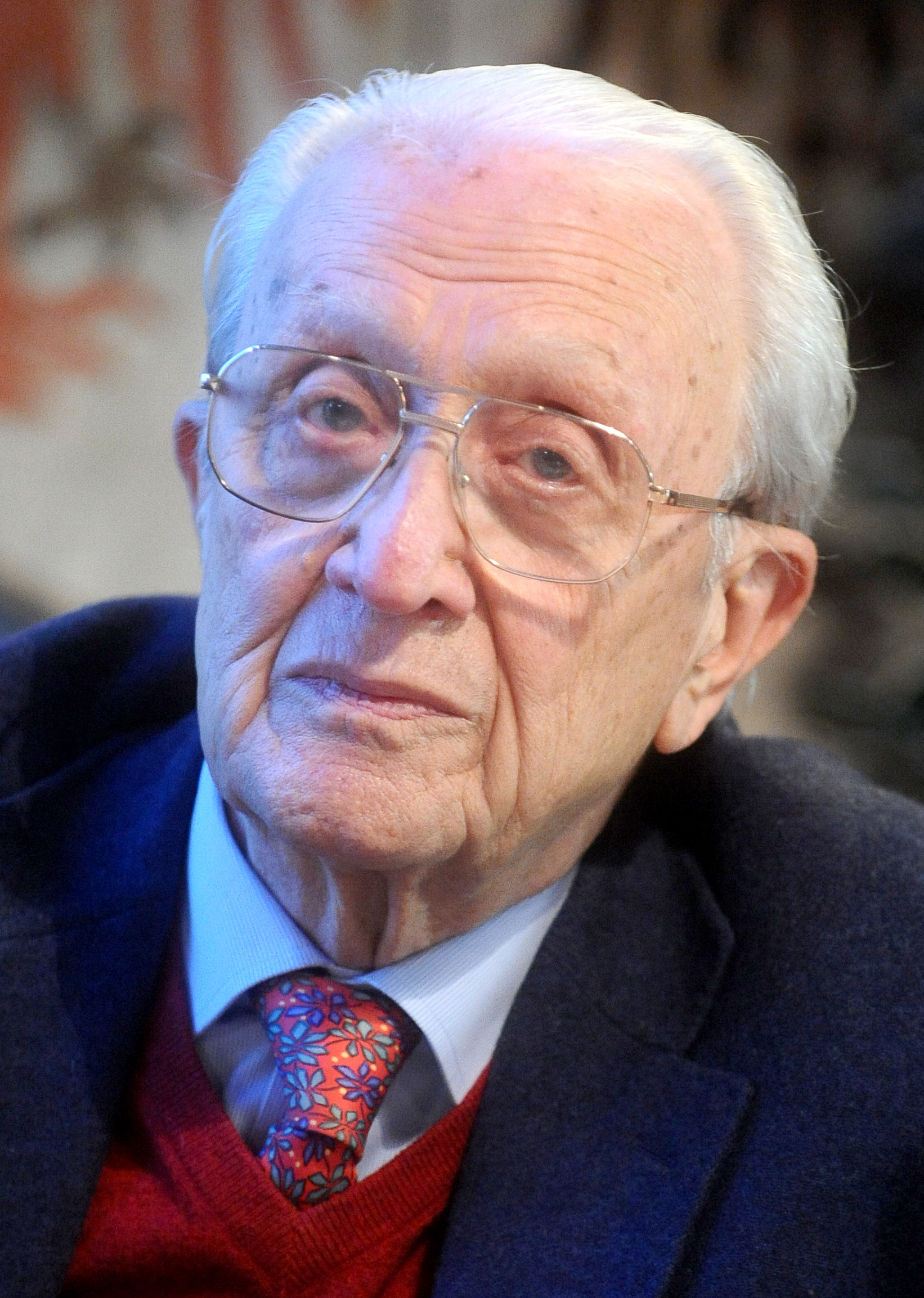
Ferdinando Imposimato proposto come Presidente della Repubblica dal M5S

A novembre 2014, dopo aver depositato il testo della proposta di legge in Cassazione, il Movimento 5 Stelle comincia una raccolta firme per una legge di iniziativa popolare costituzionale per l'indizione di un referendum consultivo sull'uscita o meno dell'Italia dallʾEuro. Tale iniziativa non raccoglie tuttavia l'appoggio di nessun altro partito: nemmeno del segretario della Lega Nord Matteo Salvini (l'altro principale partito euroscettico italiano), che lo bolla come "una presa in giro". A giugno 2015 i senatori M5S depositano oltre 200 000 firme alla presenza di Pietro Grasso per la legge di iniziativa popolare.
Il 24 gennaio 2015, in previsione dell'elezione del Presidente della Repubblica, il Movimento 5 Stelle rifiuta di prendere parte agli incontri bilaterali promossi dal segretario del PD Matteo Renzi e finalizzati all'individuazione di un candidato condiviso per la presidenza della Repubblica. Nei giorni successivi viene organizzata una votazione online tra gli iscritti al movimento per individuare il candidato da sostenere nel corso delle elezioni presidenziali nell'ambito di una rosa di nomi precedentemente pattuita fra i parlamentari, a seguito della quale viene indicato il magistrato Ferdinando Imposimato, che viene quindi sostenuto dai "grandi elettori" pentastellati in tutti i quattro scrutini necessari all'elezione del nuovo capo dello Stato..
Nel novembre 2015, dopo l'evento "Italia 5 Stelle" a Imola di ottobre, si svolge una consultazione web per modificare il simbolo del Movimento e dai risultati, la scritta "BEPPEGRILLO.IT" nella parte inferiore del simbolo viene sostituita con "MOVIMENTO5STELLE.IT"; il 15 febbraio 2016.
Al referendum abrogativo del 2016 per l'abrogazione della norma che estende la durata delle concessioni per estrarre idrocarburi in zone di mare (entro 12 miglia nautiche dalla costa) sino all'esaurimento della vita utile dei rispettivi giacimenti il Movimento è a favore nonostante alcune perplessità, ma il referendum viene bocciato per la bassa affluenza.
Il 12 aprile 2016 muore uno dei due fondatori, Gianroberto Casaleggio. Da questo momento ad affiancare Grillo nella guida del partito c'è Davide Casaleggio.
Alle elezioni amministrative del 2016 il Movimento 5 Stelle si presenta in 251 comuni su 1.363 al voto. Il Movimento vince in 4 comuni al primo turno e in altri 19 comuni su 20 al ballottaggio, tra cui Roma e Torino dove vengono elette sindaco Virginia Raggi e Chiara Appendino.
Il Movimento 5 Stelle si è schierato per il SI nel referendum abrogativo del 2011 e in quello sulle trivellazioni, e per il NO sul referendum costituzionale nel 2016.
Nel novembre 2016 viene aperta un'inchiesta giudiziaria dalla procura di Palermo sulle firme false per la lista del m5s alle elezioni comunali palermitane del 2012, a seguito di un servizio della trasmissione tv Le Iene. Due deputati all'Assemblea regionale siciliana Claudia La Rocca e Giorgio Ciaccio confermano ai magistrati la vicenda e si autosospendono dal movimento. Tra i 13 indagati anche i parlamentari Riccardo Nuti, Giulia Di Vita e Claudia Mannino. Il 29 novembre il collegio dei probiviri dispone la loro "sospensione cautelare dal movimento".
Alle elezioni amministrative del 2017 il Movimento subisce un calo rispetto alle amministrative dall'anno precedente in quanto riesce ad accedere al ballottaggio di 10 comuni di cui un solo capoluogo di provincia su 23 ed elegge 8 sindaci.

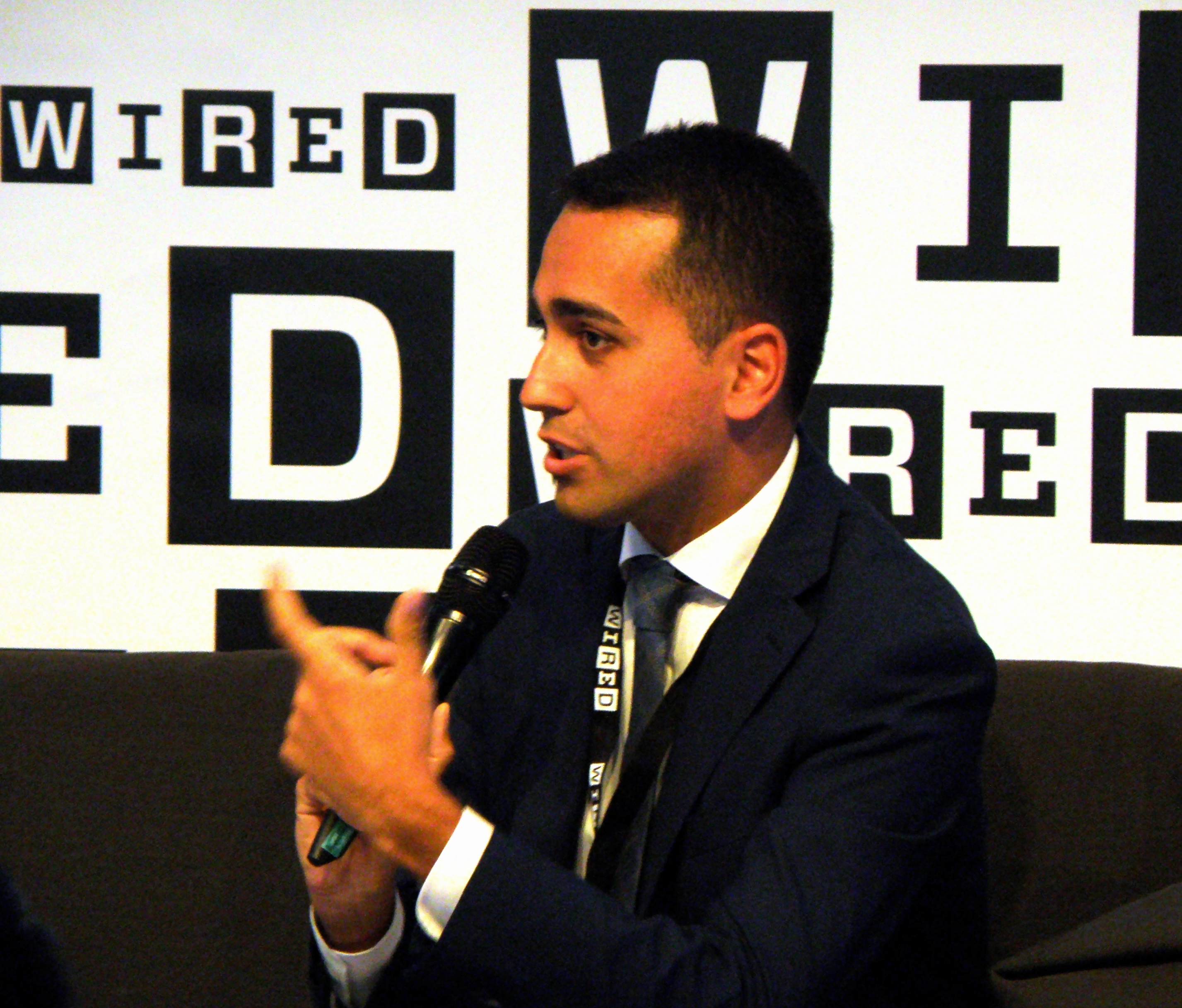
Luigi Di Maio parla al Wired Next Festival nel 2017

Nel settembre 2017 vengono svolte le elezioni primarie del Movimento 5 Stelle per individuare il candidato del movimento a presidente del Consiglio dei ministri in vista delle successive elezioni politiche del 2018 nonché nuovo capo politico del movimento: il voto viene vinto da Luigi Di Maio con 30 936 voti, pari all'82,7%.
In occasione delle elezioni regionali in Sicilia del 2017, il movimento si attesta come la prima forza politica della regione con il 26,7% dei voti, davanti a Forza Italia (16,4%) e al Partito Democratico (13,0%).
Il 15 novembre 2017 Fabio Massimo Castaldo viene eletto Vicepresidente del Parlamento Europeo ottenendo 325 voti e sconfiggendo nettamente la liberale tedesca Gesine Meissner.
L’elezione di Castaldo rappresenta per il M5S l’ottenimento della prima carica di peso in Europa, nonché il superamento dell’accordo informale tra i grandi gruppi (PPE, S&D e Alde) per escludere dalle cariche istituzionali i rappresentanti del gruppo Europa della Libertà e della Democrazia Diretta, in violazione delle tradizionali consuetudini del Parlamento Europeo.

#### Abbandoni ed espulsioni dal gruppo parlamentare
Nei primi tre anni dall'ingresso in Parlamento, il Movimento 5 Stelle ha visto l'espulsione o l'abbandono volontario di 18 deputati e 19 senatori.
Il 30 aprile 2013, tramite una votazione via internet tra gli iscritti, è stato espulso il senatore Marino Germano Mastrangeli per assenteismo parlamentare e reiterata partecipazione non autorizzata a trasmissioni televisive; in cui contestava la restituzione della diaria. Il 7 giugno passano al Gruppo misto i deputati tarantini Vincenza Labriola e Alessandro Furnari, critici verso la posizione espressa dal M5S sulla vertenza Ilva.
Il 19 giugno anche la senatrice Adele Gambaro viene espulsa per effetto di una votazione via internet tra gli iscritti. L'espulsione, motivata ufficialmente per aver diffamato il M5S, è stata interpretata come conseguenza delle critiche da lei mosse alla strategia comunicativa di Beppe Grillo. Nei giorni successivi per solidarietà ad Adele Gambaro e in polemica con la gestione verticistica del Movimento passano al Gruppo misto anche le senatrici Paola De Pin e Fabiola Anitori e il deputato Adriano Zaccagnini. A ottobre i quattro danno vita alla componente Gruppo Azione Popolare (GAP), poi rinominata in "Gruppo Azione Partecipazione Popolare" (GAPP), nell'ambito del Gruppo misto. La componente ha poi cessato di esistere il 16 giugno 2014..
Il 26 febbraio 2014 dopo una votazione favorevole via web furono espulsi i senatori Luis Alberto Orellana, Francesco Campanella, Fabrizio Bocchino e Lorenzo Battista, dopo che il giorno prima l'assemblea dei parlamentari del Movimento aveva dato parere favorevole all'espulsione. La votazione era stata indetta, secondo Grillo, perché "svariate segnalazioni dal territorio di ragazzi, di attivisti, che ci dicevano che i 4 senatori Battista, Bocchino, Campanella e Orellana si vedevano poco e male". Orellana sarebbe stato sfiduciato dal meetup di Pavia con un comunicato, mentre Bocchino e Campanella da quello di Palermo, anche se entrambi gli avvisi furono scritti da una minoranza che non consultò nessuno (il secondo fu addirittura smentito da una successiva comunicazione firmata dalla maggioranza). Inoltre, secondo una statistica di Openpolis la presenza media dei quattro espulsi è dell'88,15%. Opinione diffusa, anche tra i diretti interessati, fu che la reale causa delle espulsioni era l'aver criticato Grillo per l'atteggiamento avuto con Matteo Renzi durante le consultazioni. I 4 confluiscono nel Gruppo misto dove fondano, assieme ad altri cinque senatori espulsi dal Movimento 5 Stelle precedentemente, la componente "Italia Lavori in Corso" (ILC), poi abbandonata da tutti tra luglio e novembre 2014 tranne che da Bocchino e Campanella. Il 27 febbraio hanno inviato la propria lettera di dimissioni al presidente del Senato Pietro Grasso Luis Alberto Orellana (già espulso), Maria Mussini, Monica Casaletto, Maurizio Romani, Alessandra Bencini e Laura Bignami, mentre alla Camera dei deputati passarono al Gruppo misto Ivan Catalano e Alessio Tacconi. Il 7 marzo sono stati definitivamente espulsi i senatori dimissionari Bencini, Bignami, Casaletto, Mussini e Romani. Bignami, Mussini e Romani fondano (assieme a Bartolomeo Pepe, già espulso in precedenza dall'M5S) la componente "Movimento X" (MovX) del Gruppo misto.
Il 1º aprile il senatore Bartolomeo Pepe, dopo una contestata sfiducia da parte di un meetup di Napoli, passa al Gruppo misto,. Il 15 ottobre è seguito dalla senatrice Cristina De Pietro.
Il 24 novembre il deputato Massimo Artini rilascia un'intervista nella quale contesta l'interpretazione data da Beppe Grillo circa i deludenti risultati elettorali alle elezioni regionali di Emilia-Romagna e Calabria. Tre giorni dopo, mediante una contestata procedura, viene espulso insieme con la deputata Paola Pinna per aver violato lo statuto circa il rendiconto delle spese sostenute e la restituzione di parte dell'indennità parlamentare: nella circostanza i due rigettano le accuse.
Il 16 dicembre durante un discorso in aula il deputato Tommaso Currò lascia il Movimento e aderisce al gruppo misto lanciando un appello ai pentastellati di collaborare con il governo Renzi. Il 22 dicembre si dimettono i senatori Giuseppe Vacciano e Ivana Simeoni e il deputato Cristian Iannuzzi, che agli inizi di gennaio vengono poi espulsi.
Il 27 gennaio 2015 annunciano l'uscita dal movimento i 9 deputati Mara Mucci, Sebastiano Barbanti, Tancredi Turco, Walter Rizzetto, Aris Prodani, Gessica Rostellato, Samuele Segoni, Marco Baldassarre e Eleonora Bechis. Nella stessa giornata il senatore Francesco Molinari annuncia le dimissioni dopo l'elezione del Presidente della Repubblica.
Il 28 dicembre 2015 viene espulsa la senatrice Serenella Fucksia per non aver devoluto parte del suo stipendio da parlamentare. Inoltre nei giorni precedenti la cacciata, era stata oggetto di forti critiche per aver votato spesso in dissenso col gruppo, in particolare per aver espresso solidarietà al ministro Maria Elena Boschi per il suo discorso nel contesto della mozione di sfiducia avviata dal Movimento 5 Stelle.
L'11 gennaio 2017 gli europarlamentari Marco Zanni e Marco Affronte abbandonano il movimento; il primo entra nella Lega Nord nel gruppo ENL mentre il secondo entra come indipendente nel gruppo Verdi/ALE.
Il 18 aprile 2017 i deputati Riccardo Nuti e Giulia Di Vita lasciano il gruppo per aderire al gruppo misto in seguito alla vicenda dell'inchiesta sulle firme false di M5S per le amministrative palermitane.
In data 20 aprile 2017 anche la deputata Claudia Mannino, coinvolta nella medesima vicenda delle firme false lascia il gruppo per aderire al gruppo misto.

### Elezioni politiche del 2018
Il 1º marzo 2018 Luigi Di Maio, nuovo capo politico dei 5 stelle, presenta la squadra di governo da presentare al capo dello Stato in caso di vittoria.
Alle elezioni politiche del 4 marzo 2018, il Movimento risulta il primo partito politico italiano, superando il 32% dei consensi sia alla Camera sia al Senato ed esprimendo così 227 deputati e 112 senatori..
Il 1º giugno 2018 il Movimento entra a far parte, insieme alla Lega, del Governo Conte I.

#### Primi abbandoni
Il 26 luglio 2018 il deputato Andrea Mura viene espulso dal Movimento in seguito ad un'intervista a La Nuova Sardegna in cui dichiarava fieramente il suo assenteismo. Mura si dimette successivamente dalla Camera dei Deputati.
Il 7 dicembre 2018 il deputato Matteo Dall'Osso lascia il Movimento e passa a Forza Italia.
Il 31 dicembre 2018 i senatori Gregorio De Falco e Saverio De Bonis vengono espulsi dal Movimento per la loro opposizione al Governo Conte I.

#### Elezioni amministrative del 2019
A Caltanissetta viene eletto sindaco Roberto Gambino con il 59% e 15 seggi al consiglio comunale e a Castelvetrano il candidato sindaco Enzo Alfano con il 65%.

#### Elezioni europee del 2019
Alle elezioni europee del 2019 il movimento registra un forte calo rispetto alle elezioni politiche dell'anno precedente ottenendo il 17,07% delle preferenze diventando il terzo partito in Italia; nelle circoscrizioni Italia meridionale e insulare la lista del Movimento 5 Stelle risulta essere la più votata, rispettivamente con il 29,16% e il 29,85% dei suffragi.

#### Nuovi abbandoni
Il 17 aprile 2019 la deputata Sara Cunial viene espulsa dal Movimento per avere accusato il M5S di "favorire le agromafie".
Il 28 giugno 2019 la senatrice Paola Nugnes viene espulsa dal Movimento per avere votato contro i decreti sicurezza. La Nugnes aderirà successivamente a Liberi e Uguali
Il 1 luglio 2019 le deputate Veronica Giannone e Gloria Vizzini vengono espulse dal Movimento per la loro opposizione ad alcuni provvedimenti del Governo.
Il 10 luglio 2019 il deputato Davide Galantino abbandona il Movimento e passa al Gruppo misto. Aderirà in seguito a Fratelli d'Italia.

#### Crisi del Governo Conte I
In seguito ad alcune settimane di tensione nella maggioranza a sostegno del governo Conte I, l'8 agosto 2019 il segretario federale della Lega Matteo Salvini annuncia l'intenzione di ritirare il sostegno del suo partito al governo in carica, innescando la crisi di governo e chiedendo la convocazione di elezioni politiche anticipate. Il 9 agosto, il gruppo parlamentare della Lega presenta al Senato una mozione di sfiducia nei confronti del Governo; nondimeno, gli esponenti leghisti mantengono tutti i loro incarichi all'interno dell'esecutivo. Il 20 agosto, Conte riferisce al Senato in merito alla crisi di governo in atto, annunciando le proprie dimissioni; nel corso del dibattito, la Lega ritira la sua stessa mozione di sfiducia, ma Conte decide ugualmente di porre fine all'esperienza di governo, formalizzando le dimissioni la sera stessa.
Nei giorni successivi, Salvini si rende disponibile a formare un nuovo governo con il M5S, proponendo Luigi Di Maio come presidente del Consiglio; Di Maio rifiuta tuttavia ogni ipotesi di accordo col partito che ha ormai aperto la crisi.

#### L’accordo di Governo con il PD
In seguito alle consultazioni di rito, rilevata la possibile esistenza di una nuova maggioranza parlamentare tra Movimento 5 Stelle, Partito Democratico e Liberi e Uguali, il presidente della Repubblica Sergio Mattarella il 29 agosto 2019 conferisce nuovamente a Giuseppe Conte l'incarico di formare il nuovo governo.
Conte accetta l'incarico «con riserva», iniziando così i suoi colloqui con le sopradette forze politiche, per addivenire alla definizione della squadra di Governo.
Il 4 settembre successivo Conte scioglie la riserva, annunciando la composizione del nuovo Consiglio dei Ministri. L'indomani Conte e i ministri giurano davanti al Presidente della Repubblica e il governo entra ufficialmente in carica.

#### L’alleanza elettorale con il PD in Umbria
Alle elezioni regionali tenutesi il 26 ottobre 2019 il Movimento si è presentato in coalizione con il Partito Democratico e altre formazioni politiche di centrosinistra. Il candidato alla presidenza della regione Umbria Vincenzo Bianconi è risultato sconfitto. L’avversaria Donatella Tesei sostenuta dal centrodestra ha distaccato di circa 20 punti percentuali il candidato 5Stelle-PD. In questa tornata elettorale i pentastellati hanno raggiunto il 7,4% dei voti
A seguito della vittoria della coalizione di Lega e centrodestra alle elezioni regionali dell'Umbria, un post su Facebook del M5S ha dichiarato che l'Umbria aveva rappresentato un laboratorio politico di alleanze a livello locale, in un momento di emergenza per la regione. Il risultato del voto ha evidenziato che «stare al Governo con un’altra forza politica - che sia la Lega o che sia il Pd - sacrifica il consenso del Movimento 5 Stelle...Il Movimento nella sua storia non aveva mai provato una strada simile. E questa esperienza testimonia che potremo davvero rappresentare la terza via solo guardando oltre i due poli contrapposti».

#### La fuoriuscita e l'espulsione di senatori e deputati dal Movimento dopo l'inizio del governo Conte II
Il 25 settembre 2019 Gelsomina Vono lascia il partito per aderire a Italia Viva, il 5 novembre Elena Fattori passa al Gruppo misto e il 12 dicembre 2019 Ugo Grassi, Stefano Lucidi e Francesco Urraro passano alla Lega Nord.
Il 25 dicembre 2019 si dimette il ministro dell'istruzione Lorenzo Fioramonti e il 30 dicembre 2019 annuncia il suo addio al Movimento e aderisce al Gruppo misto.
Il 1º gennaio 2020 viene espulso dai probiviri il senatore Gianluigi Paragone per aver votato contro la legge di bilancio e per essersi astenuto dal voto di fiducia al Governo Conte II..
Il 3 gennaio 2020 lasciano il Movimento 5 Stelle i deputati Nunzio Angiola e Gianluca Rospi e aderiscono al Gruppo misto
Il 7 gennaio 2020 lascia i pentastellati il deputato Santi Cappellani e confluisce nel gruppo misto.
Il 9 gennaio 2020 passano a gruppo misto, abbandonando il Movimento, i deputati Massimiliano De Toma e Rachele Silvestri.
Il 16 gennaio lascia invece il Senatore Luigi Di Marzio che si iscrive al gruppo misto.
Il 21 gennaio 2020 lasciano il Movimento 5 Stelle i deputati Nadia Aprile e Michele Nitti.
Il 31 gennaio 2020 la deputata Flora Frate è espulsa dal Movimento per mancata restituzione dello stipendio.

#### Le dimissioni di Di Maio e le elezioni regionali del 2020

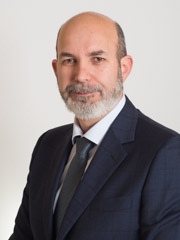
Vito Crimi nel 2018

Il 21 novembre 2019 gli iscritti ai 5 Stelle, votando sulla piattaforma Rosseau, decidono che il Movimento deve presentarsi alle elezioni regionali in Emilia-Romagna e in Calabria che si terranno il 26 gennaio 2020.
Candidato alla presidenza in Emilia-Romagna è Simone Benini, mentre in Calabria il candidato alla presidenza è Francesco Aiello. Benini nelle elezioni emiliano-romagnole si ferma al 3,48% ed il M5S elegge solo 2 consiglieri regionali, mentre in Calabria Aiello non supera la soglia dell'8% e non vengono quindi eletti consiglieri.
Il 22 gennaio 2020 Di Maio rassegna le dimissioni dalla carica di Capo Politico del Movimento 5 Stelle; le sue funzioni sono assunte ad interim dal senatore Vito Claudio Crimi.
Nelle regionali di settembre il Movimento si presenta con propri candidati presidenti in diverse regioni: in Puglia con Antonella Laricchia (dove subisce l'uscita del consigliere uscente Mario Conca che corre autonomamente), in Toscana con Irene Galletti, in Veneto con Enrico Cappelletti. In Liguria invece il Movimento decide inizialmente di presentarsi autonomamente candidando Alice Salvatore, per poi successivamente aderire all'alleanza di centro-sinistra candidando il giornalista del Fatto Quotidiano Ferruccio Sansa. Questa scelta provoca l'uscita della Salvatore dal Movimento che decide di candidarsi autonomamente.

#### La crisi di governo e l'appoggio al governo Draghi
Dopo settimane di tensioni nella maggioranza, il 13 gennaio Matteo Renzi ha annunciato le dimissioni degli esponenti di Italia Viva dal governo Conte II, innescando così la crisi di governo.
Dopo un tentativo fallito di trovare una maggioranza alternativa, Conte presenta le proprie dimissioni. Il 3 febbraio Sergio Mattarella conferisce quindi a Mario Draghi l’incarico di formare un nuovo governo: Crimi dichiara quindi che il Movimento è disposto ad appoggiare il nuovo esecutivo, insieme a tutti i principali partiti ad eccezione di Fratelli d'Italia, che si porta invece all'opposizione. La decisione è poi confermata dagli iscritti al M5S sulla piattaforma Rousseau.
In occasione del voto di fiducia 15 senatori e 21 deputati pentastellati votano contro o si astengono, in dissenso con la decisione presa dal proprio partito: vengono quindi espulsi dai gruppi parlamentari e dal Movimento; contestualmente annuncia il proprio addio al M5S anche l'ex parlamentare Alessandro Di Battista.

### La presidenza Conte

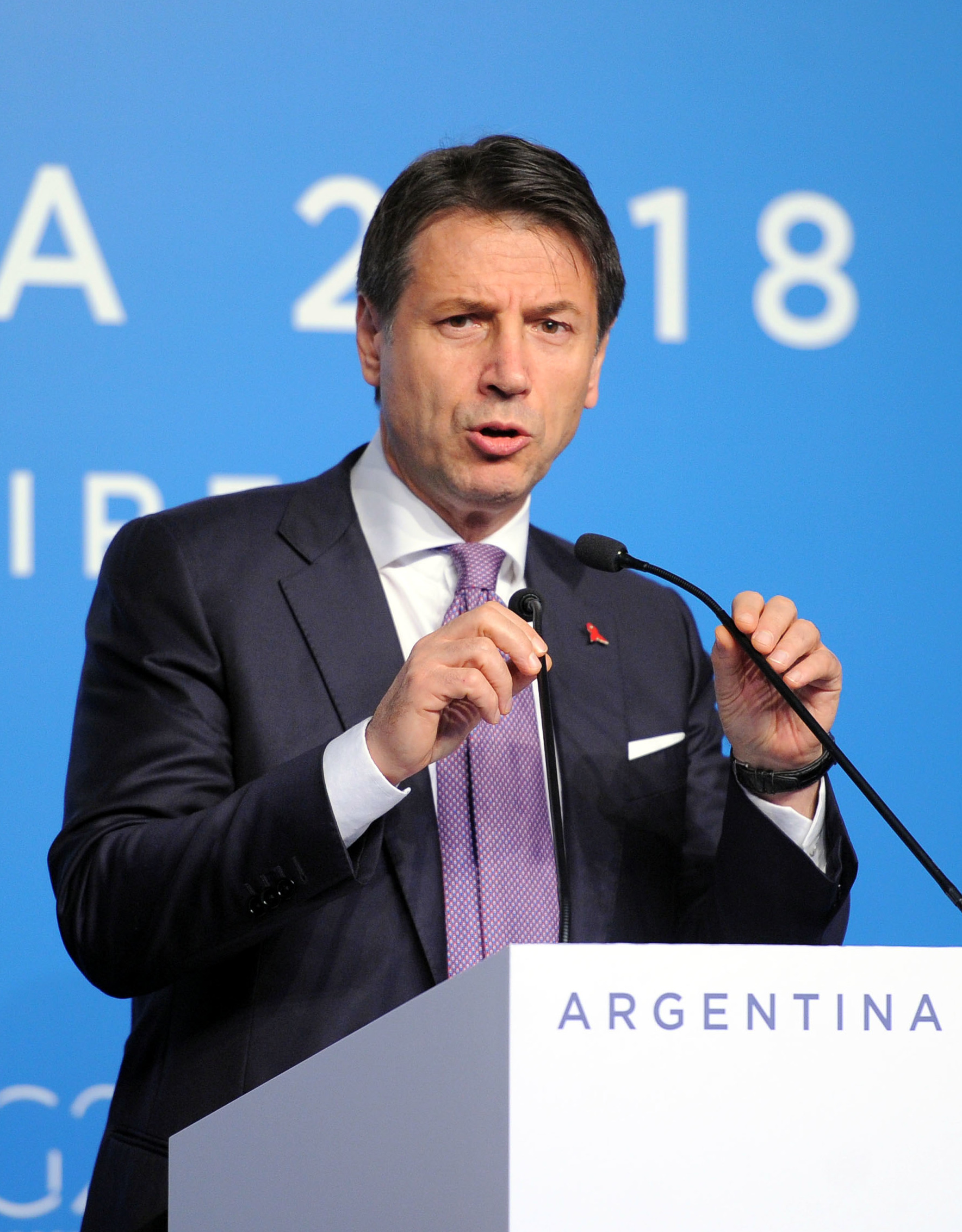
Giuseppe Conte, attuale presidente del Movimento 5 Stelle.

Dopo la caduta del governo Conte II, Giuseppe Conte viene incaricato dal garante Beppe Grillo di riorganizzare il Movimento. In aprile avviene la rottura definitiva del partito con la piattaforma Rousseau. Dopo una serie di discussioni tra Grillo e Conte, l'11 luglio viene trovato l'accordo sul nuovo statuto, approvato poi tra il 2 e il 3 agosto dall'assemblea degli iscritti al Movimento.
Il 6 agosto Conte è eletto primo Presidente del Movimento 5 Stelle con il 93% delle preferenze.
Il 21 ottobre successivo, parlando all'Assemblea degli Eletti del Movimento, Conte nomina 5 vicepresidenti, tra cui Paola Taverna, che diventa vicaria.
Il 7 febbraio 2022 a seguito della pronuncia del tribunale di Napoli la carica di Conte risulta sospesa.. Il 27 e 28 marzo viene quindi tenuta una nuova votazione per confermare Conte nel ruolo di presidente e convalidare l'attività svolta nel periodo precedente. Nella stessa votazione viene convalidata la nomina dei vicepresidenti e dei membri del Comitato di Garanzia (con la contestuale elezione di Laura Bottici in sostituzione di Di Maio, dimissionario) e vengono eletti i nuovi membri del Collegio dei Probiviri, che risultano essere Fabiana Dadone, Barbara Floridia e Danilo Toninelli.

#### La scissione di Insieme per il futuro
Il 21 giugno 2022 il ministro ed ex capo politico del Movimento Luigi Di Maio, al termine di un lungo periodo di conflitto con Conte, annuncia la sua uscita dal Movimento 5 Stelle e la formazione del nuovo gruppo parlamentare "Insieme per il futuro", in cui confluiscono 50 dei 155 deputati del M5S (tra cui i sottosegretari Manlio Di Stefano, Laura Castelli, Anna Macina e Dalila Nesci, il questore della Camera Francesco D'Uva e gli ex-ministri Vincenzo Spadafora e Lucia Azzolina) e le eurodeputate Chiara Maria Gemma e Daniela Rondinelli. I fuoriusciti, in particolare, contestavano il disallineamento del Movimento dalla linea atlantista del governo Draghi e la posizione ambigua sull'invio di armi all'Ucraina durante l'invasione russa del Paese.
Il 23 giugno dieci senatori abbandonano il Movimento aderendo a Insieme per il futuro: tra questi Pierpaolo Sileri, sottosegretario alla salute.

#### Le dimissioni di Draghi e le elezioni anticipate del 2022
Il 14 luglio 2022 il Movimento 5 Stelle al Senato non vota la fiducia richiesta dal governo Draghi sul D.l. Aiuti. I parlamentari M5S si oppongono in particolar modo alla norma contenuta nel d.l. che garantisce al sindaco di Roma poteri straordinari per la costruzione di un termovalorizzatore, reputato dai pentastellati dannoso per l'ambiente. Draghi, che aveva già sostenuto di essere indisponibile a guidare un esecutivo non sostenuto dal Movimento 5 Stelle, presenta le proprie dimissioni al Presidente della Repubblica Sergio Mattarella. Quest'ultimo le respinge e invita a presentarsi in parlamento per effettuare una valutazione della situazione creatasi.
Il 20 luglio, a seguito di un discorso tenuto al Senato da Draghi, l'esecutivo ottiene la fiducia con 95 voti favorevoli e 38 contrari. Tuttavia la mancata partecipazione al voto di Movimento 5 Stelle, Forza Italia e Lega impedisce l'ottenimento della maggioranza assoluta (pari a 161 voti). Il 21 luglio, quindi, Draghi reitera le sue dimissioni al Capo dello Stato, che le accetta, prendendo atto che il governo non gode più di una maggioranza parlamentare, e decreta lo scioglimento anticipato delle Camere.
Alle successive elezioni anticipate il Movimento 5 Stelle ottiene del 15,43% alla Camera e del 15,55% al Senato della Repubblica, eleggendo 52 deputati e 28 senatori e risultando essere il terzo partito più votato a livello nazionale, oltreché il primo in Sicilia e nell'Italia meridionale. Il M5S si colloca quindi all'opposizione del governo Meloni, sostenuto dalla coalizione di centro-destra.

#### Elezione regionali ed europee del 2024

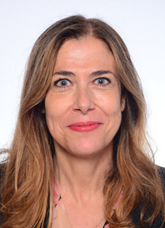
Alessandra Todde, Presidente della giunte regionale della Sardegna

Nelle elezioni regionali in Sardegna del 2024, Alessandra Todde ottiene la vittoria guidando una coalizione di centro-sinistra composta da Partito Democratico, M5S, Alleanza Verdi e Sinistra e alcuni partiti regionali. L'elezione di Todde rappresenta per i 5 Stelle la prima elezione di un membro a Presidente di una Regione italiana, nonché la prima Presidente donna della Regione Sardegna.
Nonostante dall'ottobre del 2023 siano state in corso trattative per un'eventuale adesione del partito al Gruppo dei Verdi/Alleanza Libera Europea in seno al Parlamento europeo, in seguito alle elezioni europee del 2024 il M5S aderisce ufficialmente al gruppo della Sinistra, dopo aver passato la precedente legislatura tra i non iscritti.

#### Riorganizzazione del partito
Dal 21 al 24 novembre 2024 gli iscritti hanno votato online su 40 quesiti, dalla rimozione del garante al posizionamento politico, a seguito della richiesta del presidente Giuseppe Conte di riorganizzazione interna del partito e modifica dello statuto.

## Ideologia e posizioni
La scelta di marcare e sfruttare elettoralmente l'alterità politica dagli altri partiti e l'eterogenea estrazione ideologica dei suoi esponenti non consentono di definire in maniera univoca la linea politica del M5S.
Stando al programma per le elezioni politiche del 2013, possono tuttavia individuarsi alcuni temi di derivazione ecologistica accanto ad altri finalizzati a contrastare la partitocrazia e promuovere la partecipazione diretta dei cittadini alla gestione della cosa pubblica.
Dal 24 novembre 2024 il Movimento 5 Stelle si autodefinisce ufficialmente come forza "progressista indipendente".

### Funzionamento della politica
Uno dei cardini dell'ideologia del M5S è il superamento del principio della democrazia rappresentativa, ritenuta non pienamente compatibile con il principio di sovranità popolare, in favore della partecipazione politica diretta. Il partito, in particolare, propugna l'estensione e la semplificazione del ricorso a referendum e l'impiego sistematico degli strumenti di e-democracy. Inoltre, per accrescere il legame tra gli elettori e i loro rappresentanti, sostiene il superamento del divieto di vincolo di mandato, previsto dalla Costituzione, e l'introduzione del mandato imperativo per gli eletti, i quali dovrebbero pertanto limitarsi a mettere in atto il programma elettorale presentato al momento delle elezioni.
Il M5S contrasta il cumulo di incarichi politici, prevede un limite di due mandati per i propri eletti e impone ai propri candidati di dimostrare di essere incensurati né avere procedimenti penali in corso. Tale requisito è diretta espressione dell'iniziativa "Parlamento Pulito" del 2005, che aveva lo scopo di sensibilizzare i cittadini italiani riguardo alla presenza nel Parlamento italiano di oltre venti condannati in via definitiva.
Il M5S è favorevole all'abolizione del finanziamento pubblico ai partiti, da sostituirsi con un sistema di piccole donazioni volontarie da parte dei privati, e alla riduzione delle indennità per gli amministratori pubblici. In virtù di tali principi rinuncia ai rimborsi elettorali e a parte degli emolumenti previsti per i propri eletti.

### Ambiente, economia e lavoro
Il M5S abbraccia le teorie della decrescita e sostiene lo sviluppo della green economy per favorire la creazione di nuovi posti di lavoro. Inizialmente avversava le grandi opere infrastrutturali e il consumo di suolo, ma in seguito si è detto a favore di quelle del PNRR, pur continuando ad appoggiare la causa No TAV, secondo alcuni commentatori come Marco Ponti, con tale "cambio di rotta" il M5S avrebbe dimostrato minor sensibilità verso la sostenibilità ambientale. È contrario al ricorso agli inceneritori. Propone l'adozione su vasta scala di programmi per il risparmio energetico, la produzione distribuita dell'energia da fonti rinnovabili, il riciclo dei rifiuti, la mobilità sostenibile, il telelavoro.
Mira alla riduzione del debito pubblico attraverso la lotta all'evasione fiscale e alla riduzione degli sprechi nella pubblica amministrazione, grazie a iniziative per l'informatizzazione.

### Politiche sociali
Nel corso del tempo ha proposto diverse misure sociali, tutte denominate "Reddito di Cittadinanza", ma diverse tra loro. La prima proposta fu l'introduzione di un reddito di base universale. La seconda, presentata come disegno di legge nel 2013 a firma Catalfo, si rivolgeva a tutti i nuclei familiari in condizioni di "povertà relativa", ed era una misura da 17 miliardi di euro annui finalizzata prima di tutto al reinserimento lavorativo. La terza, il "Reddito di Cittadinanza" effettivamente introdotto nel 2018, dal costo di 8 miliardi di euro annui, si rivolgeva ai nuclei familiari in povertà assoluta, ed era finalizzata più in generale al reinserimento sociale, riprendendo in quest'ultimo aspetto il "Reddito di Inclusione" introdotto dal centro-sinistra l'anno precedente.
Lo stesso disegno di legge del 2013 sull'introduzione del reddito di cittadinanza prevedeva anche una delega per l'introduzione di un salario minimo di 9 euro orari, laddove non previsto dai contratti collettivi nazionali. Un disegno di legge incentrato solo sull'introduzione di un salario minimo venne presentato nel 2014 e poi ancora nel 2018, in quest'ultimo caso prevedendo anche l'estensione dei trattamenti previsti dai contratti collettivi di settore. Con la nuova leadership di Conte la misura assunse maggiore importanza: inclusa tra la richieste programmatiche presentate poco prima della caduta del Governo Draghi, fu uno dei temi principali in occasione delle elezioni del 2022. Nella successiva legislatura il partito ha aderito alla proposta di introduzione di un salario minimo orario di 9 euro l'ora presentata con Partito Democratico, Alleanza Verdi-Sinistra e Azione.
Il 18 gennaio 2013, durante un comizio a Brindisi, Beppe Grillo ha dichiarato che i sindacati sono organizzazioni obsolete che andrebbero eliminate in favore dell'introduzione di un sistema di co-gestione delle aziende da parte dei lavoratori.

### Immigrazione
A gennaio 2012 Beppe Grillo si è detto contrario all'introduzione dello ius soli. Nell'ottobre 2013 Grillo e Casaleggio con un comunicato congiunto hanno stigmatizzato la presentazione, da parte di due senatori del M5S, di un emendamento mirante all'abolizione del reato di clandestinità. Ciononostante, un referendum online tra gli iscritti ha bocciato la linea Grillo-Casaleggio, confermando la posizione dei due senatori. Pochi giorni dopo il Senato, con il voto favorevole dei 5 Stelle, approvava l'emendamento per la sua abolizione.

### Diritti civili
- Sebbene nel 2012 Beppe Grillo si fosse dichiarato favorevole al matrimonio tra persone dello stesso sesso[326], nel programma per le elezioni politiche del 2013 il M5S non ha espresso una posizione sul tema. Poco dopo le elezioni, la presentazione da parte del senatore Luis Orellana di una proposta di legge che regolasse la materia[327] ha generato un vivace dibattito all'interno del M5S. A ottobre 2014 il tema fu poi oggetto di una consultazione online tra gli attivisti che vide la netta affermazione dei favorevoli al riconoscimento delle unioni civili.[328]
- Nel 2016, tuttavia, in occasione del voto parlamentare per legalizzare le unioni civili attraverso la legge Cirinnà portata avanti dal Governo Renzi, dopo che PD e Movimento avevano approvato il testo base, per bocca di Beppe Grillo, perdurando nel sostenerla lascia ai propri rappresentanti "libertà di coscienza" sull'articolo della suddetta legge che prevedeva l'adozione del figlio del partner per le future coppie omosessuali.[329] Alla votazione finale sul disegno di legge in questione, alla Camera i deputati del M5S si astengono.[330]
- Quanto all'aborto, il M5S è favorevole alla legge del 1978 sull'interruzione volontaria di gravidanza e ha proposto misure volte a limitare il ricorso all'obiezione di coscienza del personale sanitario.[331][332]
- Il M5S è favorevole alla legalizzazione dell'eutanasia e del testamento biologico. Alla Camera è stato presentato un testo firmato da 7 deputati pentastellati che ne prevede la legalizzazione.[333]
- Il M5S è apertamente favorevole alla legalizzazione e depenalizzazione delle droghe leggere a scopo sia terapeutico sia ricreativo, seguendo le battaglie portate avanti dai Radicali italiani.[334]
- Il M5S ha inoltre proposto ed approvato, durante il governo Conte I, la legge Codice Rosso per la tutela delle vittime di violenza domestica e violenza di genere.

### Politica estera e di difesa
In politica estera il Movimento 5 Stelle inizialmente non ha avuto una linea definita, assumendola soltanto a seguito dell'ingresso in Parlamento nel 2013. Durante la prima legislatura si caratterizzò per posizioni pacifiste: da un lato esprimendosi in modo favorevole alla cooperazione internazionale e a operazioni di peacekeeping, e dall'altro votando contro le operazioni militari all'estero (come quella in Iraq contro ISIS, o quelle contro i pirati somali) e agli aumenti nelle spese militari (molto dibattuto fu il programma d'acquisto dei caccia F35, a cui il Movimento fece una forte opposizione). Nonostante nel 2014 il partito avesse condannato l'invasione russa della Crimea, a partire dal 2015 vi fu inoltre un avvicinamento a posizioni filorusse da parte di diversi importanti esponenti del Movimento e di siti ad esso vicini (come l'accusa all'Occidente di aver fatto un "colpo di stato" con Euromaidan), mentre iniziò una campagna per la rimozione delle sanzioni europee imposte dopo la crisi crimeana.
Nel 2017 il M5S si dotò per la prima volta di un programma definito sulla politica estera in vista delle elezioni politiche dell'anno successivo, attraverso un percorso che si concluse con un voto su Rousseau. In esso veniva confermato l'orientamento pacifista, a cui si aggiungeva l'insistenza per il multilateralismo e per l'apertura ai paesi dei BRICS (tra cui un importante ruolo veniva attribuito alla Russia), per una riforma della NATO e per il rispetto della sovranità degli altri paesi. Infine si prevedeva il riconoscimento dello Stato di Palestina. Sul piano economico il programma si opponeva al modello di globalizzazione neoliberale, al neocolonialismo occidentale e al progetto del TTIP, il trattato di libero scambio tra UE e Stati Uniti (opposizione che risultò anche il punto più votato su Rousseau), proponendo una riforma dei sistemi di cooperazione economica internazionale basata sulla riscoperta del ruolo delle organizzazioni delle Nazioni Unite.
Durante il governo Conte I assieme alla Lega, il M5S non poté mettere in atto le proprie proposte più pacifiste (come il ritiro delle truppe italiane dall'Afghanistan) a causa sia della contrarietà dell'alleato, sia di quella di Mattarella e delle stesse forze armate, limitandosi a ritardare alcune spese militari (come quella degli F35), mentre riuscì imporre una maggiore apertura dell'Italia alla Cina con l'adesione alla "Nuova via della Seta". Durante il secondo governo Conte Di Maio divenne ministro degli esteri, e in tale veste è rimasto fedele al tradizionale indirizzo atlantista della politica estera italiana.

#### Tra euroscetticismo e eurofederalismo
Per quanto riguarda la politica europea il Movimento 5 Stelle ha assunto nei primi anni posizioni euroscettiche, soprattutto a seguito delle elezioni europee del 2014, quando, dopo l'ingresso nel Parlamento Europeo, si accordò col partito euroscettico britannico UKIP e con altri partiti di orientamento analogo per la formazione di un gruppo parlamentare. Diversi analisti tuttavia sottolinearono già all'epoca come tale orientamento avesse caratteristiche soprattutto tattiche, in modo da caratterizzarsi come partito anti-establishment. Sul piano ideologico la critica all'Unione Europea era legata soprattutto alle politiche economiche di austerità imposte dalla Troika: tra i sei punti presentati da Grillo nel 2013 vi erano infatti l'abolizione del patto di bilancio e dei vincoli di spesa, incentivi agli agricoltori, l'istituzione di eurobond e un referendum sull'euro. Ciononostante anche in questo periodo il M5S non apparve radicalmente contrario al progetto europeo, auspicando una riforma dei trattati come alternativa preferibile all'uscita dell'Italia dall'Unione e assumendo diverse posizioni che presupponevano un maggiore ruolo dell'UE su diversi temi, primi fra tutti la crisi migratoria e la lotta al terrorismo internazionale. La posizione del Movimento è stata ritenuta perciò "postfunzionalista", critica soprattutto verso le élites europee più che sull'idea europea in sé.
Le posizioni ostili alla politica economica dell'Unione Europea si mantennero anche tra i punti per la politica estera approvati nel 2017, con la richiesta dell'abolizione del meccanismo europeo di stabilità. A partire dallo stesso anno però, quando vi fu il tentativo di entrare nel gruppo parlamentare europeista dell'ALDE, vi fu un altalenante slittamento del M5S su posizioni europeiste. Con il governo Conte I vi fu una rinnovata parentesi euroscettica, con il forte scontro con la Commissione europea sul bilancio italiano del 2019, durante il quale Di Maio minacciò di sospendere il contributo economico italiano all'UE. La direzione europeista continuò nel 2019 con l'alleanza col Partito Democratico e la nascita del governo Conte II e poi del governo Draghi. Nel 2021 Di Maio, all'epoca ministro degli esteri, dichiarò che il partito era favorevole alla nascita degli Stati Uniti d'Europa.
Il problema di collocazione nel parlamento sovranazionale riemerse dopo le elezioni del 2019: con la fine di EFDD, la difficile identificazione nel quadro ideologico europeo rese complessa la mediazione per l'adesione a uno dei gruppi della camera. Il nodo fu reso più complicato dal progressivo indebolimento delle correnti di destra, dal mutamento delle posizioni sull'Unione e dagli indirizzi molto diversi dei governi italiani sostenuti dal partito. Nel corso degli anni i parlamentari del Movimento ricevettero giudizi di incompatibilità da pressoché tutti i gruppi dell'Eurocamera, e gli sforzi di mediazione con S&D e Verdi non ebbero successo. Il partito tentò di creare un nuovo gruppo separato, ma fu impossibilitato dal requisito di 7 Paesi aderenti. Isolato dai gruppi esistenti, nella IX legislatura (2019-2024) il partito fece parte dei non iscritti.
Una svolta per la collocazione si configurò in seguito alle elezioni europee del 2024. La mancata creazione di un gruppo separato per via del requisito dei 7 Paesi aderenti pose il rischio di ripetizione dell'isolamento precedente, ma con la progressiva perdita delle opposizioni interne di destra e con il sostegno della quota SI di AVS, il partito ritentò di avvicinarsi al gruppo della sinistra euroscettica The Left. La proposta fu accolta con scetticismo dal gruppo a causa del precedente governo con la Lega, per il quale GUE/NGL rifiutò il M5S nel 2019, e per le divergenze di posizioni su economia e immigrazione. Nonostante ciò partito e gruppo concordarono un periodo di prova con status di osservatore. Nel 2025 fu confermata l'adesione.
Il ritrovamento di un gruppo europeo segnò quindi un nuovo slittamento del partito in senso più progressista ma meno europeista, in quanto The Left si delinea come gruppo euroscettico. M5S e GUE/NGL condividono le posizioni a favore delle spese per lo stato sociale e contro le spese militari. Entrambi sostengono linee fortemente pacifiste nei conflitti russo-ucraino e israelo-palestinese. I due soggetti politici mantengono divergenze significative in alcune materie, tra cui immigrazione e atlantismo.

## Scissioni
- 2014 - Democrazia in movimento[350] di Valentino Tavolazzi
- 2014 - Italia Lavori in Corso[351] di Fabrizio Bocchino e Francesco Campanella (confluito in Sinistra Italiana nel 2017)
- 2014 - Movimento X[352] di Maurizio Romani
- 2015 - Alternativa Libera[353]
- 2018 - Italia in Comune[354] di Federico Pizzarotti
- 2018 - Team K[355] di Paul Köllensperger
- 2020 - R2020[356] di Sara Cunial, Davide Barillari e Ivan Catalano
- 2020 - Italexit[357] di Gianluigi Paragone
- 2020 - Base Costituzionale[358] di Marika Cassimatis
- 2020 - Il Buonsenso[359] di Alice Salvatore
- 2020 - Popolo Protagonista[360] di Gianluca Rospi, Fabiola Bologna e Tiziana Drago (confluito in Coraggio Italia nel 2021)
- 2021 - L'Alternativa c'è[361] di Pino Cabras e Andrea Colletti
- 2021 - Movimento 4 ottobre[362][363]
- 2022 - ManifestA[364]
- 2022 - Insieme per il futuro[365] di Luigi Di Maio (dissoluzione nel 2022)
- 2022 - Ambiente 2050[366] di Federico D'Incà e Davide Crippa (dissoluzione nel 2022)

## Struttura

### Capi politici/Presidente
| Capo politico           |                                     |                 |
| Beppe Grillo            | 4 ottobre 2009 – 23 settembre 2017  | [ 367 ]         |
| Luigi Di Maio           | 23 settembre 2017 – 22 gennaio 2020 | [ 367 ]         |
| Vito Crimi (ad interim) | 22 gennaio 2020 – 6 agosto 2021     | [ 368 ]         |
| Presidente              |                                     |                 |
| Giuseppe Conte          | 6 agosto 2021 – in carica           | [ 273 ] [ 370 ] |

### Vicepresidenti
- Paola Taverna (21 ottobre 2021 – in carica)
- Michele Gubitosa (21 ottobre 2021 – in carica)
- Riccardo Ricciardi (21 ottobre 2021 – in carica)
- Chiara Appendino (11 dicembre 2023 – in carica)
- Mario Turco (21 ottobre 2021 – in carica)

#### Ex vicepresidenti
- Alessandra Todde (21 ottobre 2021 – 11 dicembre 2023)

### Garante
- Beppe Grillo (24 settembre 2017 – in carica)

### Tesoriere
- Claudio Cominardi

### Organi di garanzia
Il M5S ha a livello nazionale tre organi di garanzia: il Comitato di Garanzia (composto da Roberto Fico, Virginia Raggi e Laura Bottici), il Collegio dei Probiviri (composto da Danilo Toninelli, Fabiana Dadone e Barbara Floridia) e infine l'Organo di Controllo (costituito da Alfonso Colucci).

### Organi esecutivi
Oltre al capo politico e poi al presidente, il Movimento ha avuto nella sua storia diversi organi esecutivi con varie denominazioni.

#### Team del Futuro
Il team del futuro era un organo, simile ad una segreteria nazionale, istituito nel dicembre 2019 e composto da 12 facilitatori (responsabili nazionali) che erano a capo di 12 settori: ambiente, economia, giustizia e affari istituzionali, imprese, agricoltura, lavoro e famiglia, sanità, innovazione, scuola, sicurezza, infrastrutture e esteri. I facilitatori vennero scelti tramite una votazione sulla piattaforma Rosseau.

#### Comitati nazionali
Successivamente il Team del Futuro è stato sostituito da un sistema di comitati, ognuno dei quali ha a capo un coordinatore. Attualmente lo Statuto prevede 4 comitati obbligatori e 13 comitati facoltativi.
Comitati obbligatori:
- Comitato nazionale progetti: Gianluca Perilli (coordinatore), Gianluca Castaldi, Sebastiano Cubeddu, Filomena Maggino e Sabrina Ricciardi;
- Comitato per la formazione e l'aggiornamento: Chiara Appendino (coordinatrice), Barbara Floridia, Domenico Surdi e Manuel Tuzi;
- Comitato per i rapporti europei e internazionali: Fabio Massimo Castaldo (coordinatore) e Filippo Scerra;
- Comitato per i rapporti territoriali: Alfonso Bonafede (coordinatore), Mariassunta Matrisciano e Francesco Silvestri;

Comitati facoltativi:
- Comitato per la salute: Massimo De Rosa, Marialucia Lorefice e Carmelo Massimo Misiti;
- Comitato per le politiche del lavoro: Nunzia Catalfo (coordinatrice), Stefania Ascari, Tiziana Ciprini, Iunio Valerio Romano e Davide Tripiedi;
- Comitato per la legalità e la giustizia: Giulia Sarti (coordinatrice), Grazia D’Angelo, Mario Perantoni ed Eugenio Saitta;
- Comitato per l’economia e la finanza: Stefano Buffagni (coordinatore), Rossella Accoto, Emiliano Fenu e Daniele Pesco;
- Comitato per la sicurezza: Giuseppe Brescia (coordinatore), Anna Bilotti, Angela Anna Bruna Piarulli, Carlo Sibilia e Angelo Tofalo;
- Comitato per l’inclusione sociale: Stanislao Di Piazza (coordinatore), Celeste D’Arrando, Barbara Guidolin e Sergio Romagnoli;
- Comitato per l’istruzione e la cultura: Marco Bella, Luigi Gallo, Michela Montevecchi e Anna Laura Orrico;
- Comitato per la transizione digitale: Mirella Liuzzi, Maria Laura Mantovani e Davide Zanichelli;
- Comitato per la transizione ecologica: Gianni Pietro Girotto (coordinatore), Andrea Cioffi, Ilaria Fontana, Pasqua “Patty” L’Abbate e Luca Sut;
- Comitato per le politiche di genere e per i diritti civili: Alessandra Maiorino (coordinatrice), Alberto Airola, Giorgio Fede e Maria Edera Spadoni;
- Comitato per gli enti locali: Roberta Lombardi (coordinatrice), Roberto Ascani, Domenico Bennardi, Andrea Russi e Maria Terranova;
- Comitato per le politiche giovanili: Vittoria Baldino (coordinatrice), Davide Aiello, Carmen Di Lauro, Francesca Flati;
- Comitato per le infrastrutture e la mobilità sostenibile: Agostino Santillo (coordinatore), Gabriella Di Girolamo, Paolo Ficara, Giulia Lupo, Roberto Traversi.

### Organi territoriali

#### Facilitatori regionali
La prima struttura intermedia tra il livello locale e quello nazionale furono i "facilitatori regionali", ossia di fatto i coordinatori regionali del M5S. Presentati il 22 gennaio 2020 a Roma avevano competenze in materia di relazioni esterne, ossia rapporti con associazioni, i comitati; potere in materia di relazioni interne volte ai rapporti con gli eletti cinquestelle della regione, sulla composizione delle liste elettorali e competenze sulla formazione degli eletti e degli iscritti.

#### Coordinatori territoriali
Nel 2023 i facilitatori regionali vennero sostituiti dai coordinatori territoriali, nominati da Conte per ogni regione e provincia. Di seguito si elencano i coordinatori regionali:
| Regione / Provincia autonoma | Regione / Provincia autonoma | Coordinatore      |
| ---------------------------- | ---------------------------- | ----------------- |
| Valle d'Aosta                | Valle d'Aosta                | Patrizia Pradelli |
| Piemonte                     | Piemonte                     | Sarah Disabato    |
| Liguria                      | Liguria                      | Roberto Traversi  |
| Lombardia                    | Lombardia                    | Dario Violi       |
| Trentino-Alto Adige          | Bolzano                      | Diego Nicolini    |
| Trentino-Alto Adige          | Trento                       | Alex Marini       |
| Veneto                       | Veneto                       | Simone Contro     |
| Friuli-Venezia Giulia        | Friuli-Venezia Giulia        | Elena Danielis    |
| Emilia-Romagna               | Emilia                       | Gabriele Lanzi    |
| Emilia-Romagna               | Romagna                      | Marco Croatti     |
| Toscana                      | Toscana                      | Irene Galletti    |
| Marche                       | Marche                       | Giorgio Fede      |
| Umbria                       | Umbria                       | Thomas De Luca    |
| Lazio                        | Lazio                        | Carlo Colizza     |
| Abruzzo                      | Abruzzo                      | Gianluca Castaldi |
| Molise                       | Molise                       | Antonio Federico  |
| Campania                     | Campania                     | Salvatore Micillo |
| Basilicata                   | Basilicata                   | Arnaldo Lomuti    |
| Puglia                       | Puglia                       | Leonardo Donno    |
| Calabria                     | Calabria                     | Anna Laura Orrico |
| Sicilia                      | Sicilia                      | Nuccio Di Paola   |
| Sardegna                     | Sardegna                     | Ettore Licheri    |

### Organi aboliti

#### Comitato operativo
Il comitato operativo del M5S, più conosciuto con il termine giornalistico di "direttorio", venne istituito nel 2014 ed era formato da cinque portavoce che affiancavano Beppe Grillo nell'analisi della situazione politica e nelle decisioni più urgenti, oltreché come mediatori tra il Movimento nel suo insieme e i singoli gruppi amministrativi locali. La proposta di istituire il comitato operativo e la sua effettiva istituzione risalgono entrambe al 28 novembre 2014, quando Grillo a sorpresa chiese agli iscritti di esprimersi mediante una votazione online sull'introduzione dell'organismo e sulla sua composizione (i cinque nomi proposti da Grillo furono quelli dei parlamentari Alessandro Di Battista, Luigi Di Maio, Roberto Fico, Carla Ruocco e Carlo Sibilia). La proposta fu ratificata con il 91,7% di voti favorevoli su un totale di 37.127 partecipanti al voto.

## Nelle istituzioni

### Vicepresidenti del Senato della Repubblica
- XVIII legislatura
  - Paola Taverna (28 marzo 2018 – 12 ottobre 2022)
- XIX legislatura
  - Maria Domenica Castellone (19 ottobre 2022 – in carica)

### Presidenti della Camera dei deputati
- XVIII legislatura
  - Roberto Fico (24 marzo 2018 – 12 ottobre 2022)

### Vicepresidenti della Camera dei deputati
- XVII legislatura
  - Luigi Di Maio (21 marzo 2013 – 22 marzo 2018)
- XVIII legislatura
  - Maria Edera Spadoni (29 marzo 2018 – 12 ottobre 2022)
- XIX legislatura
  - Sergio Costa (19 ottobre 2022 – in carica)

### Presidenti dei gruppi parlamentari

#### Camera dei deputati
- Rotazione trimestrale (2013–2018)
- Giulia Grillo (2018)
- Francesco D'Uva (2018-2019)
- Francesco Silvestri (2019)
- Davide Crippa (2019–2022)
- Francesco Silvestri (dal 2022)

#### Senato della Repubblica
- Rotazione trimestrale (2013–2018)
- Danilo Toninelli (2018)
- Stefano Patuanelli (2018–2019)
- Gianluca Perilli (2019-2020)
- Ettore Licheri (2020–2021)
- Mariolina Castellone (2021–2022)
- Barbara Floridia (2022–2023)
- Stefano Patuanelli (dal 2023)

#### Parlamento europeo
- Rotazione trimestrale (2014–2019)
- Tiziana Beghin (2019-2024)
- Pasquale Tridico (dal 2024)

### Vicepresidenti del Consiglio dei ministri della Repubblica Italiana
- Governo Conte I
  - Luigi Di Maio (1º giugno 2018 - 5 settembre 2019)

### Ministri della Repubblica Italiana
- Governo Conte I
  - Alfonso Bonafede: Ministro della giustizia (1º giugno 2018 - 13 febbraio 2021)
  - Elisabetta Trenta: Ministro della difesa (1º giugno 2018 - 5 settembre 2019)
  - Luigi Di Maio: Ministro dello sviluppo economico e Ministro del lavoro e delle politiche sociali (1º giugno 2018 - 5 settembre 2019)
  - Danilo Toninelli: Ministro delle infrastrutture e dei trasporti (1º giugno 2018 - 5 settembre 2019)
  - Alberto Bonisoli: Ministro dei beni e delle attività culturali e del turismo (1º giugno 2018 - 5 settembre 2019)
  - Giulia Grillo: Ministro della salute (1º giugno 2018 - 5 settembre 2019)
  - Riccardo Fraccaro: Ministro per i rapporti con il Parlamento (1º giugno 2018 - 5 settembre 2019)
  - Barbara Lezzi: Ministro per il Sud (1º giugno 2018 - 5 settembre 2019)
- Governo Conte II
  - Luigi Di Maio: Ministro degli affari esteri e della cooperazione internazionale (5 settembre 2019 - 13 febbraio 2021)
  - Alfonso Bonafede: Ministro della giustizia (1º giugno 2018 - 13 febbraio 2021)
  - Stefano Patuanelli: Ministro dello sviluppo economico (5 settembre 2019 - 13 febbraio 2021)
  - Nunzia Catalfo: Ministro del lavoro e delle politiche sociali (5 settembre 2019 - 13 febbraio 2021)
  - Lorenzo Fioramonti: Ministro dell'istruzione, dell'università e della ricerca (5 settembre 2019 - 30 dicembre 2019)
  - Lucia Azzolina: Ministro dell'istruzione (10 gennaio 2020 - 13 febbraio 2021)
  - Federico D'Incà: Ministro per i rapporti con il Parlamento (5 settembre 2019 - 13 febbraio 2021)
  - Paola Pisano: Ministro per l'innovazione tecnologica e la digitalizzazione (5 settembre 2019 - 13 febbraio 2021)
  - Fabiana Dadone: Ministro per la pubblica amministrazione (5 settembre 2019 - 13 febbraio 2021)
  - Vincenzo Spadafora: Ministro per le politiche giovanili e lo sport (5 settembre 2019 - 13 febbraio 2021)
- Governo Draghi
  - Luigi Di Maio: Ministro degli affari esteri e della cooperazione internazionale (13 febbraio 2021 - 21 giugno 2022[376])
  - Federico D'Incà: Ministro per i rapporti con il Parlamento (13 febbraio 2021 - 13 ottobre 2022)
  - Stefano Patuanelli: Ministro delle politiche agricole alimentari e forestali (13 febbraio 2021 - 13 ottobre 2022)
  - Fabiana Dadone: Ministro per le politiche giovanili (13 febbraio 2021 - 13 ottobre 2022)

### Vicepresidenti del Parlamento europeo
- VIII Legislatura
  - Fabio Massimo Castaldo (15 novembre 2017 - 1º luglio 2019)
- IX Legislatura
  - Fabio Massimo Castaldo (1º luglio 2019 - 18 gennaio 2022)

## La piattaforma online
Dalla sua fondazione fino al 2021, il M5S ha svolto le proprie consultazioni interne sulla piattaforma Rousseau, realizzata dalla Casaleggio Associati che prende il nome dal filosofo Jean-Jacques Rousseau. Lo scopo di Rousseau è la gestione centralizzata delle attività del partito politico per gli iscritti, i cittadini e gli eletti al Parlamento italiano, Europeo e nei Consigli regionali e comunali.
Il sistema consente di:
- partecipare alla scrittura delle leggi nazionali, regionali ed europee proposte dagli eletti nelle rispettive assemblee;
- votare per la formazione delle liste elettorali o per pronunciarsi su un tema specifico;
- promuovere la raccolta fondi per elezioni, eventi e la tutela legale degli iscritti;
- mettere a disposizione materiale formativo per iscritti ed eletti;
- dare informazioni, organizzare eventi locali (meetup) e diffondere volantini.

Dal punto di vista tecnico può essere definito come un content management system (CMS) di tipo proprietario. La natura proprietaria del software è stata oggetto di critiche da Richard Stallman, sebbene il movimento sia sempre stato a favore dell'uso del software libero.
Nell'agosto del 2017 la piattaforma è stato oggetto di ripetute azioni di pirateria informatica.
Tra il maggio e giugno del 2021 la piattaforma Rousseau rompe con il M5S, dopo un periodo di scontro tra la dirigenza del Movimento e la Casaleggio Associati. In seguito le due parti si accordano per il passaggio dei dati degli iscritti, in precedenza in possesso della sola associazione Rousseau, al M5S.
Successivamente il Movimento decide di dotarsi di due piattaforme, una per la gestione dei dati degli iscritti e una per la votazione: per il primo scopo viene quindi sviluppata, ad opera della società Isa Srl, la nuova piattaforma Odoo; per le votazioni invece il 20 luglio 2021 il M5S avvia una collaborazione con la piattaforma SkyVote, sviluppata dalla società Multicast, tenendo la prima votazione sul nuovo sistema per eleggere il candidato sindaco per le elezioni comunali di Torino. Differentemente rispetto al passato, i dati degli iscritti non risiedono mai sulla piattaforma di voto, ma sono utilizzati solo per il tempo necessario alla votazione stessa e poi cancellati.

## Critiche e controversie

### Parentopoli
Ai primi di novembre 2013 scoppia una parentopoli che investe soprattutto le senatrici Barbara Lezzi e Vilma Moronese, anche se il problema riguarda le condotte di ulteriori parlamentari ed europarlamentari.

### Attacchi al magistrato Silvia Della Monica
Nel 2016, Fabrizio Gatti, giornalista dell'Espresso, critica il movimento per essersi accodato alle critiche, che egli definisce denigratorie, indirizzate alla figura e all'operato del magistrato antimafia Silvia Della Monica, presidente della Commissione per le adozioni internazionali, organismo parlamentare che aveva avviato un'inchiesta su segnalazioni di irregolarità nelle adozioni di alcuni bambini in Bulgaria (accertate legalmente a maggio 2014) e Congo riconducibili alla ONG cattolica Amici dei bambini (AIBI) di San Giuliano Milanese. Negli attacchi contro Silvia Della Monica, il Movimento 5 Stelle si era trovato a fianco di un eterogeneo schieramento politico, che comprendeva, tra i suoi più attivi fautori, i senatori Carlo Giovanardi e Aldo Di Biagio, oltre che il quotidiano Avvenire della Conferenza episcopale italiana.

### Votazioni online dopo le elezioni europee del 2014
All'indomani delle elezioni europee del 2014, la collocazione del movimento all'interno del Parlamento europeo diventa terreno di scontro: nella consultazione online indetta da Beppe Grillo, infatti, vengono prospettate tre sole opzioni, nella specie l'adesione ad Europa della Libertà e della Democrazia (EFD), al Gruppo dei Conservatori e dei Riformisti Europei (ECR) o al gruppo dei Non iscritti. Una parte dei militanti, auspicando l'adesione al gruppo ambientalista Verdi/ALE, esprime forti critiche per l'esclusione di tale alternativa, mentre alcuni attivisti e parlamentari, tra cui Giulia Sarti, evidenziano l'inopportunità di una convergenza col partito di Farage, lontano dal Movimento riguardo ai temi energetici ed economici e collocato su posizioni xenofobe. La consultazione, avvenuta il 12 giugno 2014 sul blog di Grillo, decreta tuttavia l'alleanza con Farage.

### Vicende parlamentari

#### Riduzione volontaria dell'indennità parlamentare
Fin dal 2007 Grillo ha puntato il dito sull'entità dei costi della politica, inserendo nello statuto del movimento un articolo in cui prevede la riduzione dell'onorario per parlamentari e senatori. Sulla base di questa politica, l'indennità percepita dai parlamentari dovrà essere di cinquemila euro lordi mensili, mentre il residuo dovrà essere devoluto a un fondo statale insieme con l'assegno di solidarietà (detto anche di fine mandato). Secondo il consigliere regionale del Movimento 5 Stelle Giovanni Favia, la decurtazione di 5 000 euro lordi dallo stipendio dei parlamentari sarebbe tuttavia inadeguata ai principi del movimento, in quanto si tradurrebbe in una riduzione di soli 2 500 euro netti. In un'intervista concessa nel novembre 2012 ad alcuni quotidiani, Favia stima in undicimila euro mensili l'onorario previsto per un deputato 5 stelle, analogamente anche La stampa stima che lo stipendio di Luigi Di Maio e Alessandro Di Battista, tra rimborsi e indennità, è di circa 12-13.000 euro nette mensili.
Fin dalla sua applicazione la norma di autoriduzione dell'indennità, sottoscritta dai deputati, creava accesi contenziosi di conformità, e anche se una parte dei fuoriusciti restituiva successivamente la parte dovuta; si confermava come prevalente tendenza del dissidio.

### Linea politica
Il collettivo di scrittori Wu Ming ha criticato il movimento per la sua vicinanza con l'estrema destra su temi come l'immigrazione.
Roberto Saviano ha dato un giudizio negativo circa il mancato rinnovamento della classe politica locale, in occasione del rinnovo delle cariche elettive nel Comune di Napoli. In tale frangente, lo scrittore ha espresso una critica sulla mancata di autonomia decisionale nella partecipazione politica dei suo membri, che, a suo dire, si sarebbero mostrati vincolati all'obbedienza nei confronti di decisioni di vertice: «Il Movimento 5 Stelle, che sul Sud poteva fare la differenza, sconta un vizio di forma: essere sempre meno un partito e sempre più un'estensione della volontà di Casaleggio. Così il codice d'onore, la multe e - vedi Quarto- le espulsioni assumono un profilo pericoloso perché antidemocratico: quello della cessione di sovranità attraverso la negoziazione privata».

#### Polemica sulle politiche sanitarie in materia di vaccinazioni
Il movimento è stato criticato per aver espresso una linea di condotta avversa e ambigua nei confronti delle politiche sanitarie di somministrazione di vaccini, obbligatorie o consigliate, nell'ambito di misure di medicina preventiva che, invece, fanno parte stabile delle linee guida e delle politiche messe in campo dal Ministero della salute tramite il Servizio sanitario nazionale.
In particolare, si è segnalato il pericolo che l'espressione di posizioni sfavorevoli, o ambigue, da parte di un movimento politico che gode di un ampio seguito, potrebbe aumentare la diffusione di malattie alimentando quel movimento di opinione che, privo di qualsiasi credibilità e senza alcun fondamento scientifico, predica contrarietà ai vaccini, e pratica resistenza alle campagne vaccinali, anche sulla base di argomentazioni, del tutto denegate e screditate dalla comunità scientifica, come quella sui presunti legami di causa-effetto tra vaccini e autismo, un nesso che è alla base anche di alcune teorie del complotto.
La polemica si è fatta molto accesa nel corso dei primi mesi del 2017, in occasione di allarmi vertenti sul calo di alcune coperture vaccinali nella popolazione italiana, in occasione delle quali si è registrato l'intervento sul tema del New York Times, che in un editoriale ha stigmatizzato l'atteggiamento populista che incoraggerebbe la diffusione di malattie.
Alcuni membri di spicco del partito hanno respinto le accuse di "antivaccinismo", sostenendo, ad esempio, di essere favorevoli a una politica vaccinale basata su paradigmi diversi, che faciliti l'accesso ai vaccini non attraverso inasprimenti dell'obbligatorietà, ma facendo leva sulla gratuità delle prestazioni (questo argomento polemico, espresso da Alessandro Di Battista, senza essere sottoposto a fact-checking, durante il talk-show televisivo Piazzapulita, risultava, in realtà, già del tutto superato da provvedimenti statali che avevano già sancito l'uniformazione della gratuità, in tutte le regioni italiane, delle somministrazioni richieste dal calendario vaccinale). Un'altra replica alle critiche, in particolare a quelle avanzate dal New York Times, è venuta anche dallo stesso Beppe Grillo che ha definito una bufala quella di campagne anti-vacciniste provenienti dal movimento. In realtà, un fact-checking sulle posizioni assunte in passato conferma che molti esponenti del movimento, compreso il leader Beppe Grillo, hanno davvero manifestato atteggiamenti di netta contrarietà ai vaccini, anche con riferimento alle false credenze che vorrebbero l'esistenza di un nesso causale tra vaccini e autismo, legame che è del tutto rigettato dalla comunità scientifica.

### Partecipazione e trasparenza
Una delle prime critiche mosse al Movimento 5 Stelle (anche da alcuni membri poi usciti), in quanto soggetto politico apartitico, e in primis antiideologico, è stata l'essere apparentemente disorganizzato in quanto frutto di un'aggregazione popolare priva di un programma e di linee guida comuni e ben definite, lasciata all'iniziativa del singolo e soggetto al controllo autoritario dei vertici (Grillo e Casaleggio & Co) ovvero senza autonomia decisionale da parte dei singoli, non esente, dunque, dal rischio di deriva populista e politica al pari di altri partiti politici. Non mancano inoltre critiche circa la mancanza di una conoscenza avanzata dei meccanismi burocratici-amministrativi statali da parte degli appartenenti al movimento e sull'impreparazione tecnica dei relativi parlamentari, tipico secondo i critici di una democrazia diretta. «Alcuni blogger hanno sostenuto che Grillo si serve del blog come un medium broadcast tradizionale invece di usarlo come un medium interattivo, quasi che i suoi post fossero altrettanti editti che il leader carismatico rivolge alla massa del suo pubblico».
Con le elezioni amministrative del 2010, da alcune parti si evidenziava una contraddizione tra l'azione collettiva volontaria nelle lotte della società civile e l'effettiva trasparenza di rappresentanza politica. Sempre nel 2010 si sono registrate tensioni tra il movimento e l'Italia dei Valori.
Per Massimiliano Panarari dopo la separazione dal blog del fondatore Grillo, nella selezione della classe dirigente emergeva un’omologazione al ribasso, in particolare dall’impresentabile Emanuele Dessì ai “supercompetenti” di altri partiti e fino ai mezzi busti televisivi. Privilegiando la popolarità alla democrazia come un qualunque partito-azienda.

### Dinamiche interne

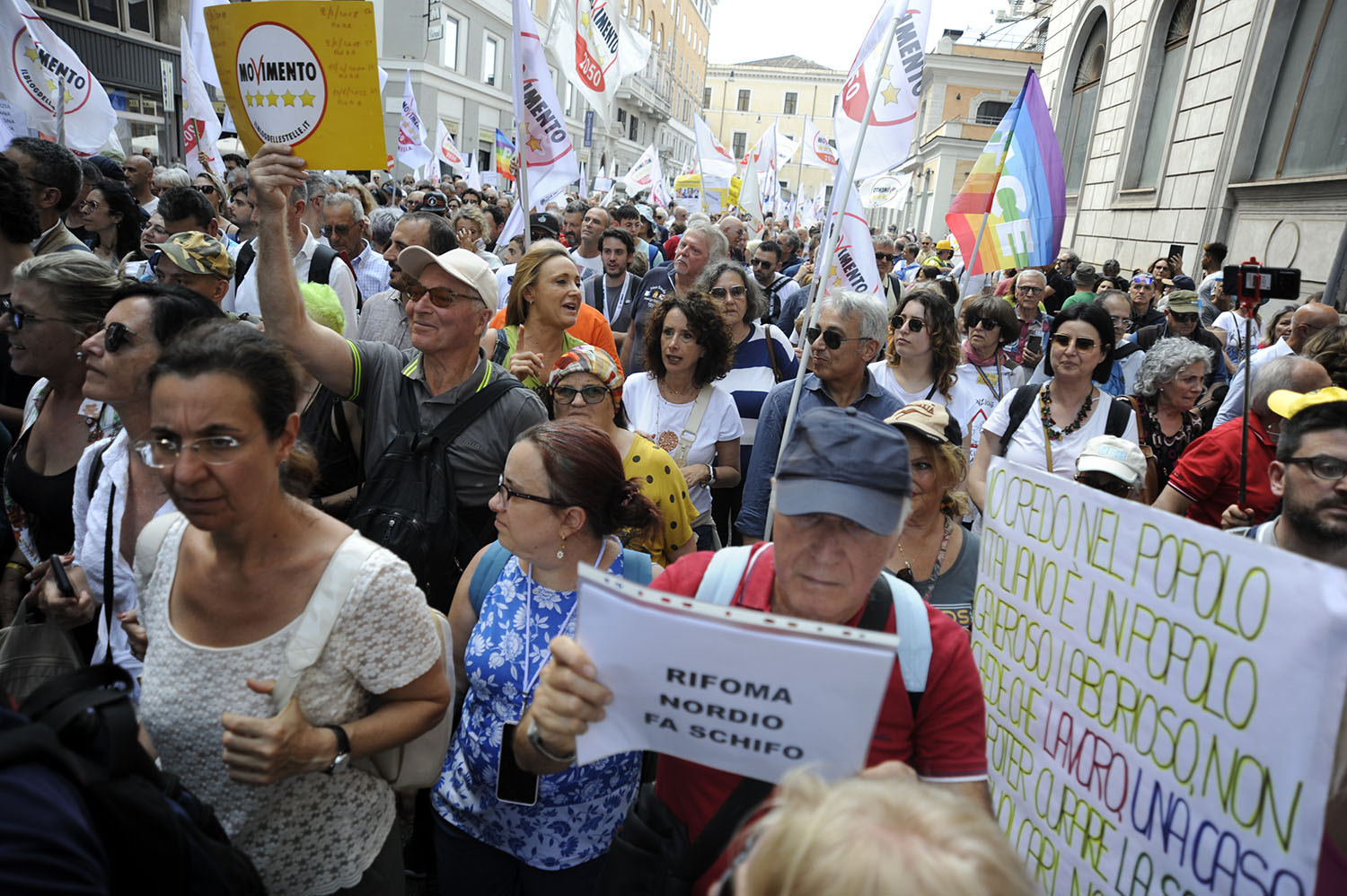
La manifestazione di Roma 17 giugno 2023

A Modena un consigliere comunale diveniva noto alle cronache per uno strascico giudiziario fin sui diritti per l'uso del nome "Movimento 5 Stelle". Nel Lazio non si trovava la volontà organizzativa di partecipare alle elezioni regionali.
A marzo 2012 il consigliere comunale Valentino Tavolazzi, a nome del movimento, partecipava a un meeting nazionale a Rimini. All'evento era stato invitato anche Beppe Grillo, il quale aveva invece preso le distanze dal meeting rifiutando di parteciparvi, così come fece anche Giovanni Favia (vincolato a garantire di non candidarsi premier nel 2013). Raccolse all'incirca 150 partecipanti, ricevendo apprezzamenti e ulteriori critiche di quei pochi rappresentanti politici presenti all'incontro. Nel meeting si presero dure posizioni sui contenuti stessi del dibattito riguardo alle "condizioni del regolamento M5S" (in particolare art. 4 dello statuto, su proprietà del simbolo, ruolo di Casaleggio e riguardo a mandati degli eletti e finanziamento pubblico ai partiti). Dalla ricostruzione di Mantovani (ex membro della lista di Tavolazzi) emerge inoltre come Tavolazzi avesse già proposto la creazione di assemblee territoriali come luogo in cui prendere le decisioni riguardanti il movimento, proposta bocciata da Casaleggio per timore che queste si interponessero tra elettori e candidati. Gli veniva ufficialmente revocato l'uso del logo con l'interdizione dall'assumere qualsiasi incarico a nome del M5S. Si perpetuava così uno strascico di polemiche anche interno sulla democrazia.
L'ex concorrente delle primarie on-line romane, Marcello De Vito, si descriveva come vittima di una congiura orchestrata dalla Raggi insieme a Daniele Frongia ed Enrico Stefàno che durante le riunioni del 7 e 10 gennaio presentarono un dossier che lo accusava di abuso di ufficio. «Fantasie giornalistiche» è stata la risposta della cerchia del sindaco. Dopo alcuni anni Daniele Frongia, venuto a conoscenza dell'indagine archiviata della magistratura, informava personalmente il settimanale L'Espresso.
Per la mancata trasparenza e legalità nella vicenda dello stadio dell’AS Roma, il presidente della Commissione parlamentare antimafia Nicola Morra, esprimeva profondo sconcerto a cui si univa la parlamentare Carla Ruocco e la consigliera regionale Roberta Lombardi. Il documento principale di tutto il progetto riguardante il parere dell’Avvocatura capitolina dopo essere stato stampato in un'unica copia, cancellato dai pc e rimasto irregolarmente secretato nonostante le regolari richieste di accesso agli atti da parte di consiglieri capitolini; sembrava essere stato smarrito.

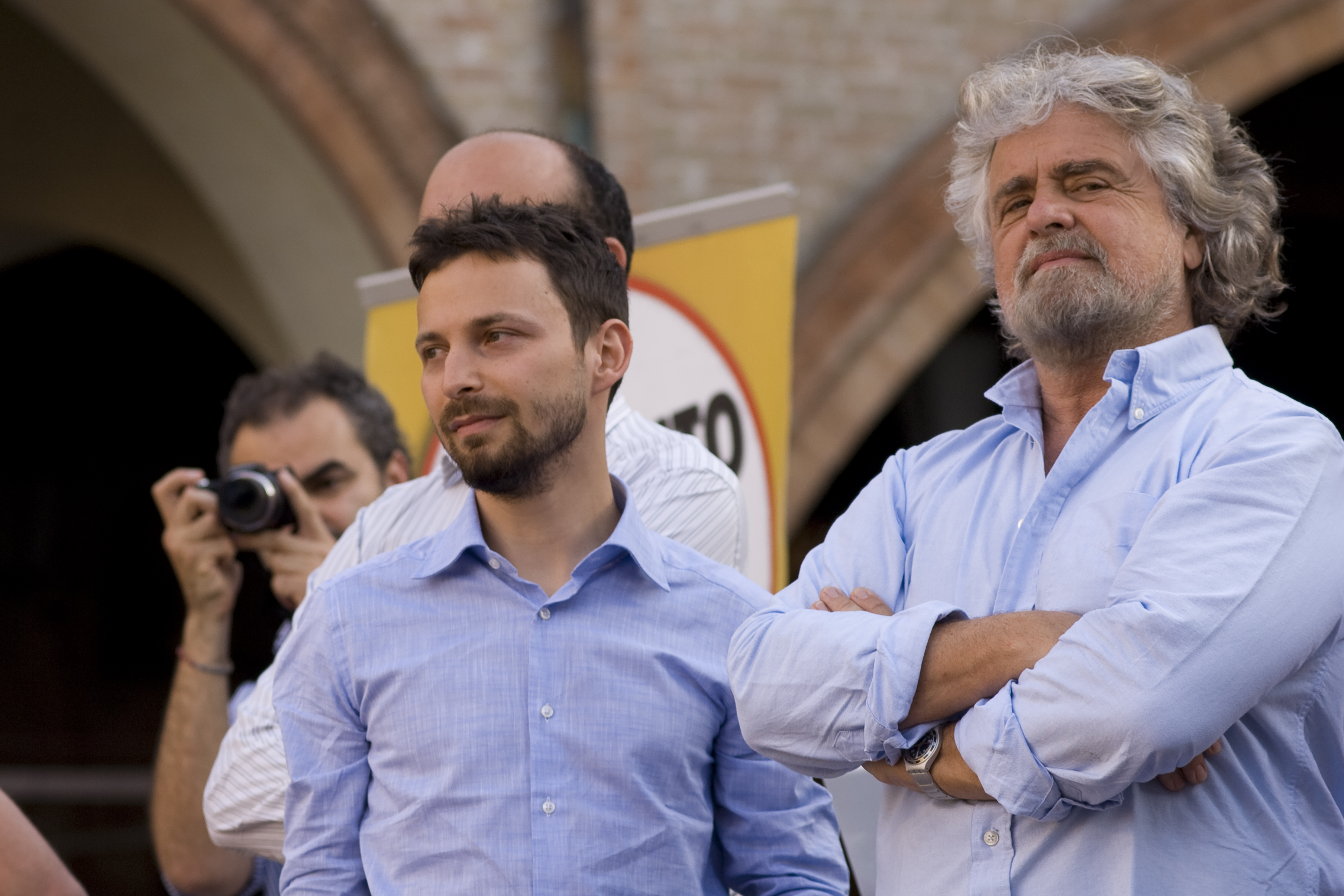
Giovanni Favia (espulso dal movimento nel dicembre 2012) con Beppe Grillo il 10 maggio 2011 in un comizio

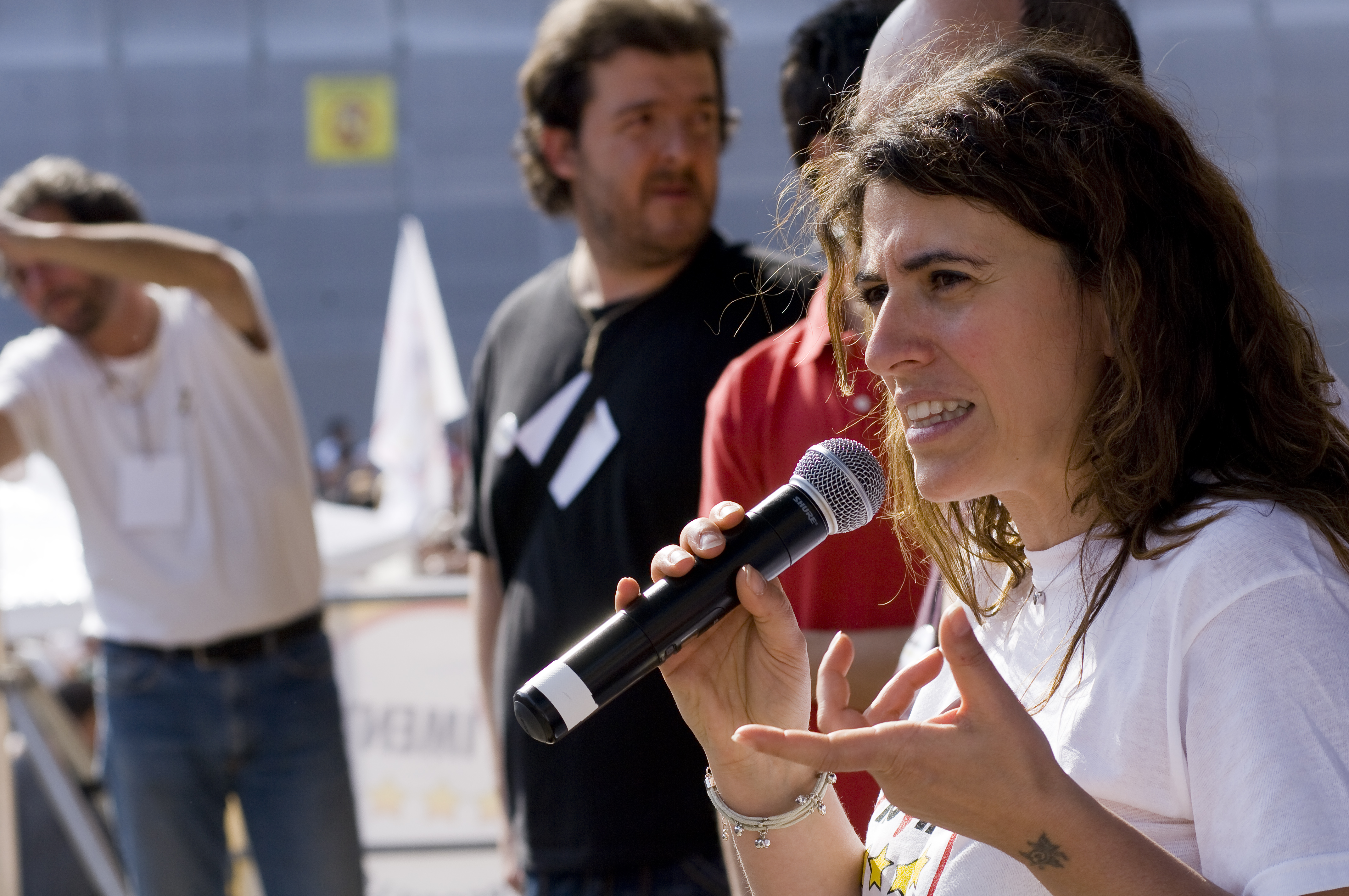
Federica Salsi, espulsa dal movimento nel dicembre 2012 assieme a Giovanni Favia

#### Espulsioni e sospensioni
A seguito della esclusione dello stesso Giovanni Favia e di Federica Salsi per aver espresso opinioni critiche in merito alla democrazia interna, il partito ha subito diverse critiche dagli espulsi e da membri stessi del partito. Le espulsioni sono state operate unilateralmente dal proprietario del simbolo Beppe Grillo e, come da regolamento, sono avvenute senza alcun obbligo di consultazione con gli iscritti al movimento.
Dal 2012, il movimento è stato segnato da una lunga serie di espulsioni: Valentino Tavolazzi, consigliere comunale a Ferrara; la lista certificata Progetto per Ferrara; la lista certificata Movimento 5 Stelle di Cento (ora Cento in Movimento); Sandra Poppi, consigliera comunale a Modena; Giovanni Favia, consigliere regionale in Emilia-Romagna; Federica Salsi, consigliera comunale a Bologna; Raffaella Pirini, consigliera comunale a Forlì; la lista certificata Destinazione Forlì; Fabrizio Biolè, consigliere regionale in Piemonte; Antonio Venturino, vicepresidente vicario dell'assemblea regionale siciliana.
Altra critica mossa di frequente dagli stessi attivisti del movimento e da ex attivisti riguarda l'assenza di forme di partecipazione effettiva via web. Non esiste attualmente uno strumento per la stesura collettiva del programma. Il forum è considerato inadeguato allo scopo. Tramite il suo blog, nel settembre del 2012, Grillo ha affermato che un portale per la partecipazione via web era già in fase di realizzazione. L'entrata in funzione era prevista per la fine dell'anno 2012, ma al momento delle elezioni politiche del febbraio del 2013 esso non risultava ancora realizzato. Dal 28 ottobre 2013 è attivo il sito web denominato Sistema Operativo, che permette agli iscritti certificati di discutere le proposte di legge di iniziativa parlamentare, che, al termine del processo, vengono ufficialmente depositate in Parlamento. Vista la grande fiducia che ripone nel web per risolvere problemi complessi, il movimento è stato definito "cyberutopista".

##### Sospensione di Federico Pizzarotti
Nel maggio 2016 una nuova polemica riguarda l'avviso di garanzia ricevuto dal sindaco di Parma Federico Pizzarotti sulle nomine al vertice della Fondazione Teatro Regio di Parma. Lo staff di Beppe Grillo, mediante un post apparso sul suo blog, decreta la sospensione di Pizzarotti dal Movimento. Vengono addotte varie motivazioni: da un lato, viene contestata al sindaco, nei mesi precedenti la mancata comunicazione della notizia ai vertici del Movimento (con rifiuto di inviare copia digitale dell’indagine allo staff del Movimento); d'altro canto, viene contestata a Pizzarotti il perseverare in una condotta di opacità e slealtà nei confronti del movimento, un comportamento definito come «un obbiettivo boicottaggio dell’azione politica del Movimento 5 Stelle».
Ulteriori sviluppi della vicenda sono stati resi noti in seguito alla pubblicazione, sempre sul profilo Facebook del candidato, di alcuni scambi a mezzo stampa con i membri del "direttorio" del M5S. Pizzarotti era nel Movimento 5 Stelle dal 2009, poi dal 2012 primo sindaco di un capoluogo di provincia e storico dissidente. Successivamente l'11 ottobre su 19 consiglieri comunali del Movimento 5 Stelle 18 escono dal partito, rendendo Parma una città non più governata dal Movimento.

## Iscritti
| Anno | numero di iscritti   | fonti   |
| ---- | -------------------- | ------- |
| 2009 | 6.123                |         |
| 2010 | 60.456               |         |
| 2011 | 100.789              |         |
| 2012 | 255.339              | [ 473 ] |
| 2013 | 80.383               | [ 474 ] |
| 2014 | 87.656               | [ 475 ] |
| 2015 | 120.369              | [ 476 ] |
| 2016 | 135.023              | [ 477 ] |
| 2017 | 140.147              |         |
| 2018 | 100.258              |         |
| 2019 | 115.372              | [ 478 ] |
| 2020 | 175.281              |         |
| 2021 | dati non disponibili |         |
| 2022 | 133.664              | [ 479 ] |
| 2023 | dati non disponibili |         |
| 2024 | 88933                | [ 480 ] |

## Feste nazionali
- I Incontro nazionale Amici di Beppe Grillo - Torino, 17 dicembre 2005
- II Incontro nazionale Amici di Beppe Grillo - Piacenza, 26 marzo 2006
- III Incontro nazionale Amici di Beppe Grillo - Sorrento (NA), 16, 18 giugno 2006
- IV Incontro nazionale Amici di Beppe Grillo - Genova, 3 febbraio 2007
- Incontro tra liste civiche nazionali - Parma, 14 giugno 2007
- Incontro MeetUp nazionale - Lucca, 29, 30 settembre 2007
- Incontro liste civiche e Meetup - Salerno - 7, 8 giugno 2008[481]
- Incontro fondativo - Milano (Teatro Smeraldo), 4 ottobre 2009
- Incontro nazionale #Oltre - Genova (Piazza della Vittoria), 1º dicembre 2013
- Italia 5 Stelle (I) - Roma (Circo Massimo), 10, 11, 12 ottobre 2014
- Italia 5 Stelle (II) - Imola (Autodromo Enzo e Dino Ferrari), 17, 18 ottobre 2015
- Italia 5 Stelle (III) - Palermo (Foro Italico), 24, 25 settembre 2016
- Italia 5 Stelle (IV) - Rimini (Rimini Fiera), 22, 23, 24 settembre 2017
- Italia 5 Stelle (V) - Roma (Circo Massimo), 20, 21 ottobre 2018[482]
- Italia 5 Stelle (VI) - Napoli (Mostra d'Oltremare), 12, 13 ottobre 2019[483]
- Nova - Roma (Palazzo dei Congressi) 23, 24 novembre 2024[484]

## Simboli

2009 - 2015
2015 - 2018
2018 - 2021
2021 - in uso
Simbolo elettorale usato per le elezioni europee del 2024

## Risultati elettorali
| Elezione       | Elezione     | Voti       | %     | Seggi     | Posizione   |
| -------------- | ------------ | ---------- | ----- | --------- | ----------- |
| Politiche 2013 | Camera       | 8 689 458  | 25,55 | 109 / 630 | Opposizione |
| Politiche 2013 | Senato       | 7 285 850  | 23,79 | 54 / 315  | Opposizione |
| Europee 2014   | Europee 2014 | 5 792 865  | 21,16 | 17 / 73   |             |
| Politiche 2018 | Camera       | 10 743 566 | 32,78 | 227 / 630 | Maggioranza |
| Politiche 2018 | Senato       | 9 745 068  | 32,22 | 112 / 315 | Maggioranza |
| Europee 2019   | Europee 2019 | 4 552 527  | 17,07 | 14 / 76   |             |
| Politiche 2022 | Camera       | 4 333 972  | 15,43 | 52 / 400  | Opposizione |
| Politiche 2022 | Senato       | 4 285 894  | 15,55 | 28 / 200  | Opposizione |
| Europee 2024   | Europee 2024 | 2 336 251  | 9,98  | 8 / 76    |             |